# Historia de Melilla

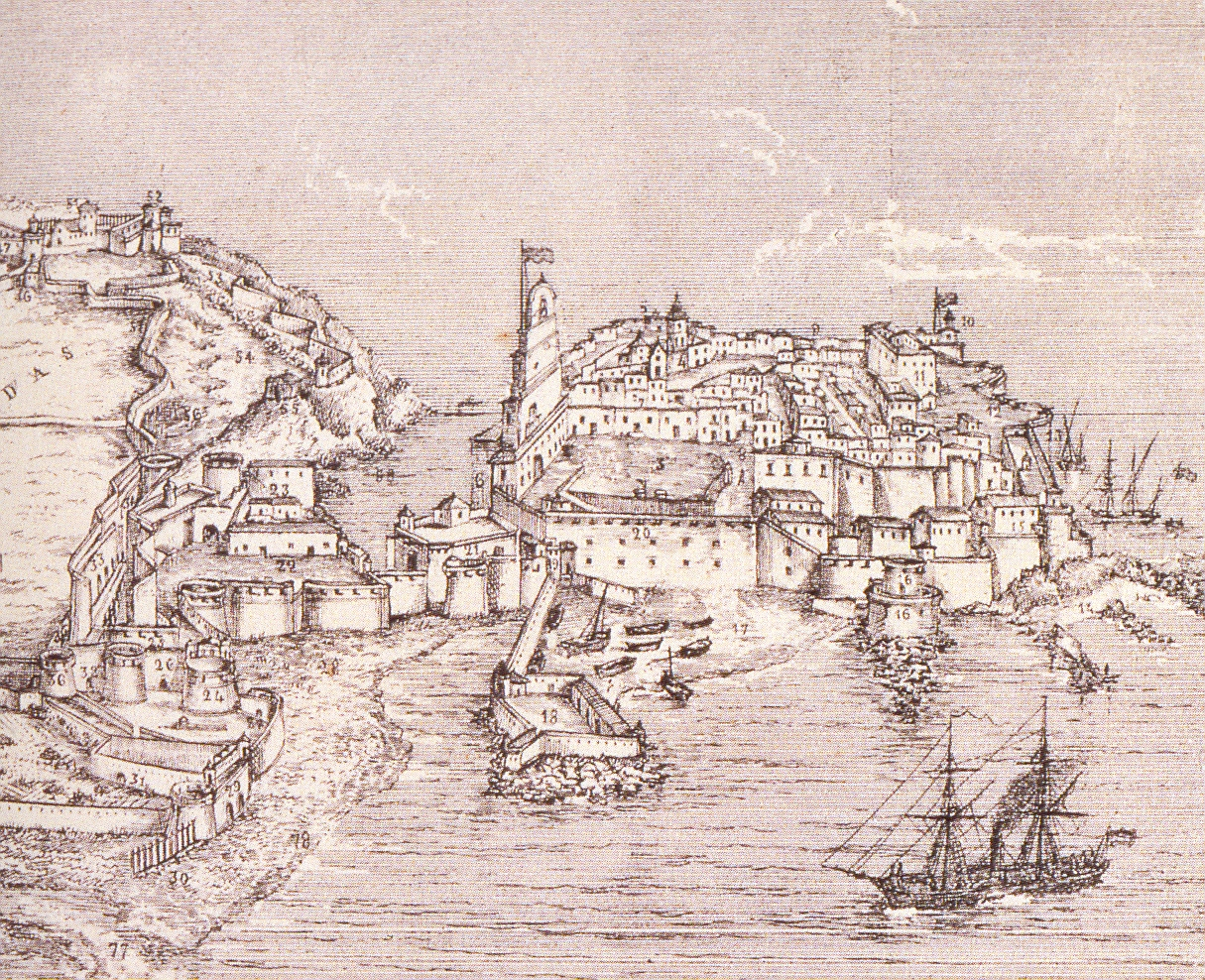
Recintos fortificados de Melilla en 1849

La historia de Melilla comenzó en i milenio a. C. el siglo VIII a. C. los fenicios se instalaron en un lugar que se llamó Rusadir, que significa en púnico "cabo imponente".
En el siglo III a. C. esta ciudad formaba parte del Imperio cartaginés. La región fue anexionada por el Imperio romano en el 42 d. C., siendo considerada como la Hispania Transfretana. Posteriormente, pasó a ser parte de la Hispania visigoda.
En el año 534 fue conquistada por el emperador bizantino Justiniano I. Fue recuperada por el visigodo Sisebuto en el 615. En el año 700 el musulmán Musa ibn Nusair conquistó Rusadir.
En 1497 Melilla, que se encontraba abandonada debido a un conflicto con el sultanato de Fez, fue ocupada por Pedro de Estopiñán y Virués, como comandante del duque de Medina Sidonia y con el apoyo de los Reyes Católicos.
Entre 1774 y 1775 la ciudad fue sitiada, sin éxito, por el sultán Mohammed III, con apoyo británico, siendo defendida por el comandante general Juan Sherlock.
Melilla ya aparece como plaza española en el Tratado de Paz de 1767. Los tratados de 1767, 1780 y 1785 son mencionados también en el Tratado de Paz de 1799. El territorio español de Melilla fue delimitado por el Tratado del 14 de noviembre de 1863.

## Edad Antigua

### Fenicios, griegos y cartagineses

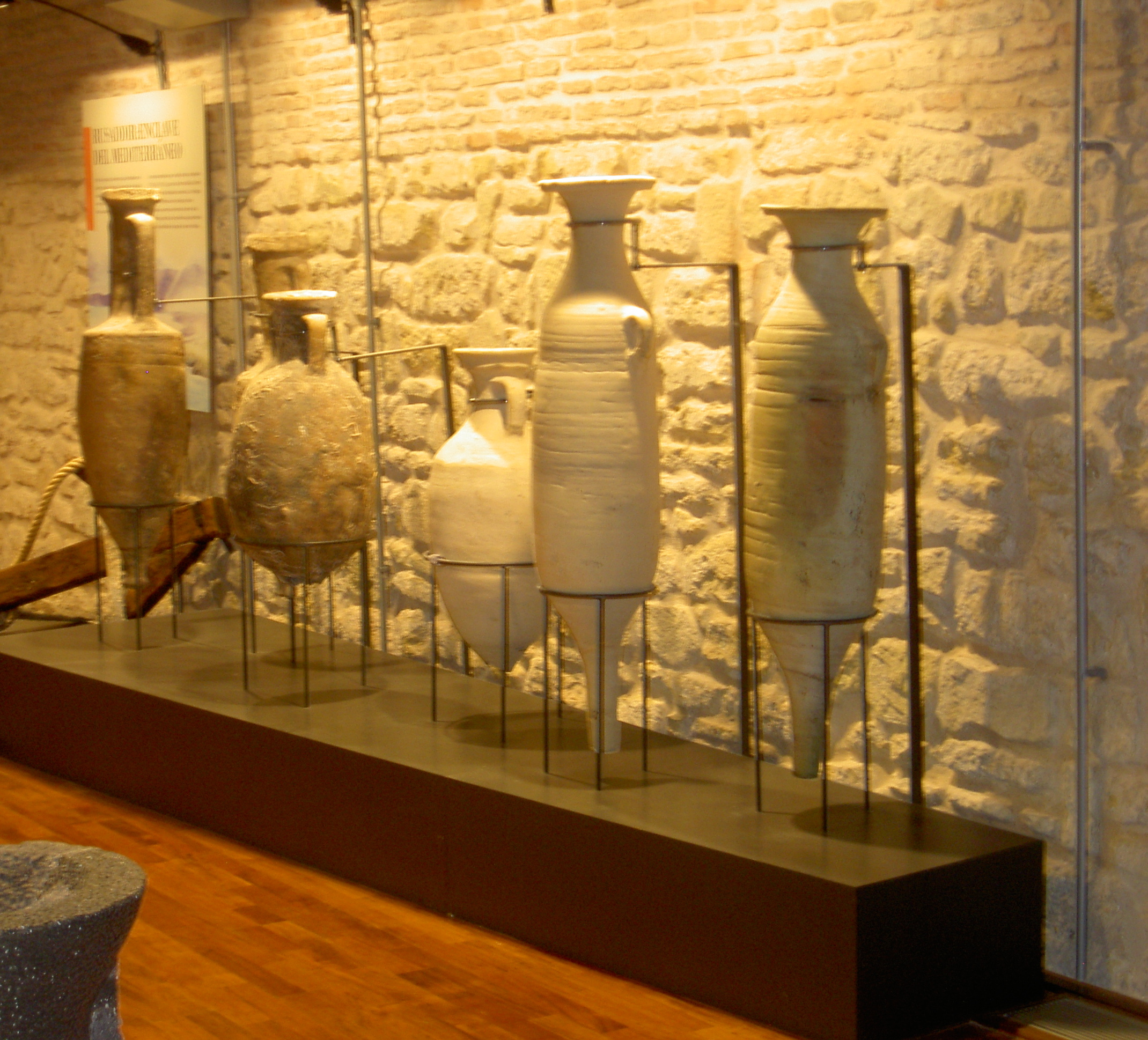
Ánforas en el Museo de Melilla.

El origen del poblamiento en el Cabo de Tres Forcas se debe a la colonización de los fenicios de Tiro en el siglo VIII a. C. El nombre Rusadir significa en púnico "cabo imponente" y perduraría durante los periodos púnico y romano y hasta principios del siglo VIII. A finales del siglo VI a. C. el griego Hecateo de Mileto la llamó Metagonium, que tiene el mismo significado. En una obra geográfica griega del siglo IV a. C. se llama a esta ciudad Akros y a la isla de Alborán Drinaupa.
El primer núcleo de población estuvo en Melilla la Vieja. En el siglo I a. C. es descrita como amurallada, aunque también debía de haber población extramuros. En el siglo III a. C. la población de Rusadir quedó bajo el control del Estado púnico. En el 237 a. C. las tropas cartaginesas del general Amílcar Barca salieron de Cartago, pasaron por Rusadir y llegaron a Gadir, la actual Cádiz, para reforzar el control púnico del norte de África y de Iberia. La fundación de Cartago Nova, la actual Cartagena, hacia el 227 a. C. por el general Asdrúbal dio más importancia a Rusadir. Aníbal Barca mandó 16 000 soldados de Iberia al norte de África, para defender Cartago, Rusadir y las ciudades de su entorno. De esta época datan los hallazgos de 1953 de monedas cartaginesas durante el dragado del puerto. En 1981, por un nuevo dragado en el puerto, se descubrieron madera, clavos y monedas, la mayor parte de las cuales eran cartaginesas, de un barco cartaginés hundido entre los años 220 y 210 a. C.. Este barco transportaba la paga de unos mercenarios.
Las minas de plomo del monte Afra cerca de Melilla y actualmente en Beni Buifrur, fueron explotadas desde la Antigüedad. Se ha encontrado un ídolo de plomo de la diosa fenicia Astarté y otro del dios cartaginés Tanit realizados con plomo de estos yacimientos. En estas minas hay una gran estancia que recibe el nombre de Cámara del Elefante de Aníbal. Además de la minería del plomo, las civilizaciones que poblaron la zona en la Antigüedad explotaron el cobre, la plata y el oro.

### Época romana
A mediados del siglo I a. C. en época de la República Romana, la ciudad fue sitiada, sin éxito, por el general romano Cneo Pompeyo el Joven. Algunas monedas acuñadas en el siglo I a. C. en Rusadir muestran una espiga de trigo, lo que indica el cultivo de este cereal, y otras un racimo de vid, lo que indica también la producción de vino. También había olivares, para la producción de aceite. También se han encontrado monedas de Rusadir de esta época con una abeja, lo que indica la producción de miel y enlaza con el probable etimología de Melilla. Melilla también ha sido exportadora de perlas.
Tras el fin del Imperio cartaginés en las guerras púnicas, la región quedó bajo dominio del Reino de Mauritania. En el año 33 a. C., Boco II de Mauritania, muerto sin descendencia, legó su reino a Roma. En el año 25 a. C., Augusto le dejó el gobierno del territorio a Juba II, aunque siguió estando bajo control romano. Hacia el año 24 d. C., Ptolomeo, hijo de Juba II, pasó al trono mauritano. En el año 40 d. C., Calígula asesinó a Ptolomeo y se desató una revuelta en Mauritania, comandada por su liberto, Aedemón, que fue sofocada por las tropas romanas. En el año 42 d. C. el emperador Claudio anexionó el reino de Mauritania al Imperio romano y lo dividió en dos provincias, la Mauritania Tingitana y la Mauritania Cesariense. Melilla se encontraba en la Mauritania Tingitana.
En el año 69 d. C. el emperador Otón puso dentro del territorio de la Hispania Ulterior el otro lado del estrecho, la Mauritania Tingitana, como la Hispania Transfretana (España del otro lado del estrecho). Vespasiano dividió la Hispania Ulterior en Lusitania y Bética, quedando la Tingitana bajo la administración de la Bética. Con el gobierno de Adriano, pasaron a tener una administración propia la Bética y la Mauritania Tingitana. Caracalla nombró a esta última Nova Hispania Ulterior Tingitana. Con el gobierno de Diocleciano, entre 284 y 305, se organizó el Imperio en diócesis. En la diócesis de Hispania se incluyó la Mauritania Tingitana.
La ciudad fue mencionada en el siglo I por los geógrafos romanos Pomponio Mela y Plinio el Viejo, que mencionó también su puerto.
El romano Virgilio en el siglo I a. C. y Plinio el Viejo en el siglo I d. C. mencionan la producción de miel en el norte de África y la profesión de recolector de miel (mellarius) como una de las más rentables.
En el siglo I el emperador Claudio le dio el rango de municipium.
En el siglo I, el geógrafo e historiador griego Estrabón mencionó que Malaca, la actual Málaga, tenía relaciones comerciales con las ciudades mediterráneas del norte de África. Las ciudades norteafricanas también comerciaban con las peninsulares de Gades, Carteia, Cartago Nova y Cástulo.
El Cerro de San Lorenzo fue un lugar de enterramientos en la Antigüedad. Se descubrieron restos en la parte oriental en 1904 y 1913. En la parte oriental se descubrió una necrópolis púnica. El terreno fue usado también como necrópolis desde comienzos del siglo II. En la segunda mitad del siglo I a. C. se abandonó. Las tumbas de la parte oriental del cerro están cubiertas con ánforas, lo que no es habitual. En 1987 se descubrieron los enterramientos romanos de la parte occidental, de entre los siglos II y III d. C.. En este sitio las tumbas estaban cubiertas con las tégulas habituales. Entre 1915 y 1918 se descubrió otra necrópolis en el barrio de Santiago, que también tenía tumbas tapadas con ánforas. En 1914 se descubrió otra necrópolis en el barrio del Real y, en 1916, se descubrieron más enterramientos en ese barrio. Que hubiera tres necrópolis en sitios tan cercanos indica que ya era una ciudad con una gran población entre finales del siglo II a. C. y el siglo I a. C..
Hubo una gran necrópolis de entre los siglos II y III entre el Parque Lobera y el barrio de Ataque Seco. Se han hallado restos en 1928, 1930 y 1962.
En el siglo II, Rusadir aparece en la obra Geografía de Claudio Ptolomeo. En el siglo III, en el Itinerario de Antonino, se mencionan las islas Alhucemas y Chafarinas y Rusadir (Melilla).
En esta región hubo presencia cristiana desde la época romana. En la parte occidental del Cerro de San Lorenzo se encontró una lucerna romana con símbolos cristianos. A mediados del siglo III Cipriano escribió una carta al obispo de la región, llamado Quintus. En 484, tras la época romana, consta que Rusadir tenía un obispo.

### Época bizantina
Entre el 422 y el 429 los vándalos, con el rey Guntaredo, se instalaron en la provincia Bética. En el 429, con el rey Gaiserico, los vándalos cruzaron el estrecho de Gibraltar, desembarcando en Tánger y Ceuta. Posteriormente, tomaron Volúbilis en su marcha hacia Cartago, donde instalaron su capital. Con el reino vándalo, Rusadir pasó una etapa de decadencia.
En el año 534 las tropas del emperador bizantino Justiniano I, comandadas por el general Belisario, conquistaron los territorios vándalos del norte de África, así como Menorca, Mallorca y las Pitiusas en Baleares.
En el 614 fue conquistada por el rey visigodo Sisebuto.

## Edad Media

### Califayo omeya
El general omeya Amr ibn al-As ocupó Egipto en el 640 y Libia en el 643. En el año 700, el general Musa ibn Nusair conquistó Rusadir.

### Banu Salih
A comienzos del siglo VIII el yemenita Salih I ibn Mansur construyó la ciudad de Ribat Nakur en un lugar conocido como Agdal, en la vega de los ríos Nakur y Gis. Se creó un emirato con capital en Ribat Nakur que controlaba desde Badis (Vélez de la Gomera) hasta el río Muluya. En el 709 el califa omeya Walid I le concedió este territorio. Este fue gobernado por la dinastía de los Banu Salih.
El nombre de Melilla parece tener su origen en el bereber Amlil, Malil y Mlil. Ese nombre tiene su origen a finales del siglo IX. Según el historiador del siglo XVIII Juan Antonio de Estrada los árabes la llamaban Milila. Según el historiador del siglo XVI León el Africano y según Juan Antonio de Estrada, el nombre se debe a la producción de miel.

### Califato de Córdoba
En el 929 Abderramán III creó el califato omeya de Córdoba. Hacia el 931 Melilla pasó a depender de este califato. El califa nombró cadí de la ciudad al melillense malikí Abu Yáfar Áhmad Ibn Al-Fath Al-Malili. Al igual que en Ceuta, se realizaron obras públicas que mejoraron la ciudad. Las murallas fueron reconstruidas y se construyó una alcazaba interior. Según el historiador contemporáneo Áhmad al-Razi, en Ceuta y Melilla el urbanismo era perfecto. El historiador Ibn Awqal, tras visitar Melilla hacia el 960, dijo que era una ciudad espaciosa y rica, con una muralla inexpugnable.
En el 955 Abderramán III situó en el puerto de Almería la base naval de la escuadra. Este puerto pasó a convertirse en el más importante de Al-Ándalus. De aquí salían rutas comerciales que pasaban por el norte de África y por el Bajo Guadalquivir. Había una ruta que llevaba directamente a Melilla.

### Taifa de Melilla
En el siglo XI estaba gobernada por la tribu bereber de los Beni Urtedi. El historiador Abdallah al-Bakri la describió como una ciudad antigua, con una muralla de piedra y con bazares. También decía que la urbe había sido reformada por los Banu Al-Bury Ibn Abi Al-Afiya Al-Meknasi.
Posteriormente, un descendiente del emir cordobés Al-Hákam I, Abd al-Aziz Ibn Áhmad Ibn Muhámmad Ibn Muhámmad Ibn Al-Asbag Ibn Al-Hákam Al-Rabadi, pasó a nombrarse gobernante de Melilla. En el 1063 los melillenses y habitantes de los alrededores lo expulsaron a Málaga y nombraron gobernante al hammudí Muhámmad Ibn Idrís Al-Mustali, que había sido emir de la taifa de Málaga hacia el 1054.

### Imperio almorávide
Los almorávides surgieron tras una confederación de tribus nómadas saharianas, entre la que destacaban los bereberes lamtuna. Seguían la doctrina musulmana de Abdalá Ben Yasin. En el 1073 el emir almorávide Yúsuf ibn Tašufín realizó una campaña militar por el valle del río Muluya y conquistó Melilla.

### Imperio almohade
En esta época se creó en el norte de África el movimiento de los almohades, basado en la doctrina islámica del mahdi Ibn Tumart. Entonces era gobernador Maksan Ibn Al-Mu'izz. En el 1142 el almohade Abd Al-Rahman Ibn Zaggu conquistó la ciudad, que fue devastada. En el 1204 el califa almohade Muhámmad an-Násir restauró las murallas.

### Benimerines
En 1269 el sultán benimerín Abu Yúsuf Yaaqub conquistó Marrakech, lo que supuso el fin del Imperio almohade en el norte de África. Melilla fue conquistada por los benimerines hacia 1272.
Esta fue una etapa de decadencia para la región, ya que los benimerines tuvieron una política de impuestos excesivos al campo. En el siglo XIII tuvieron que sofocar algunas rebeliones.
El reino ziyánida de Tremecén reclamaba Melilla como propia y la devastaron en 1328.

## Edad Moderna
El 2 de enero de 1492 los Reyes Católicos conquistaron Granada. Estos encargaron a su secretario Hernando de Zafra, gran conocedor de la situación en el norte de África, la organización del traslado al Magreb de Boabdil y toda su corte. El morisco Ibrahil El Azeyt puso a Hernando de Zafra en contacto con el jeque de Tahuente, en el reino de Tremecén. La reina Isabel la Católica encargó a Alfonso Fernández de Aguilar y Córdoba, señor de Aguilar, que enviase a una persona de confianza a África para saber la situación del reino de Tremecén. Alonso encargó esto a Lorenzo de Padilla. Llegó a Orán para conocer la situación de los cristianos españoles cautivos traídos desde Granada y recorrió durante un año los pueblos de Tremecén. Luego se dirigió de regreso a Orán, donde lo querían arrestar, pero partió en una carraca genovesa y regresó a España con el informe que le había sido encargado. Hubo una expedición en una galeota con Juan de Lezcano y Lorenzo de Zafra que recorrió la costa magrebí para combatir a un corsario llamado Juan de Cáliz y para visitar la fortaleza de Guardania, en el reino de Tremecén. Tras visitar Guardania, fueron a Tabaharique, Tahuente (Ghazaouet) y Mazalquivir. El jeque de Tabaharique y otros dos musulmanes de aquel lugar se dirigieron con la expedición a España, donde fueron huéspedes de Hernando de Zafra en Granada, para asegurar la colaboración de la región. Esta región estaba disconforme con el gobierno de Tremecén. El jeque le dijo a Hernando de Zafra que él y todo el pueblo de Tabaharique querían ser dominio español. Este jeque también dijo que podía entregarles la ciudad de Melilla. Además, dijo que podría entregar la cercana ciudad de Tahuente, porque el jeque de la misma era su cuñado. Un miembro de la expedición habló con el jeque de Tahuente y dijo que él y la población querían pasar a dominio español. Hernando de Zafra comunicó esto a los Reyes Católicos el 28 de julio de 1493. Este tema le pareció muy relevante a Hernando de Zafra, que organizó una nueva expedición en el verano de 1493, para comprobar la disposición de estas plazas, con Juan de Lezcano, Lorenzo de Zafra, Pedro de Zafra, el maestro artillero aragonés Ramiro López, Baeza de Moclín y un pintor para dibujar las ciudades.
Tras la expulsión de los judíos de 1492 en Melilla se estableció una comunidad de judíos sefarditas. La importancia de los judíos en Melilla se mantiene incluso en el siglo XXI pese a que es una comunidad pequeña porque constituye una de las señas de identidad culturales y económicas de Melilla, teniendo uno de los nueve cementerios judíos que existen en España.
En octubre de 1493, Boabdil y su corte partieron de Adra en una carraca de Íñigo de Artieta y otra genovesa, escoltados por dos galeones, y fueron trasladados a Cazaza, cerca de Melilla. Boabdil se trasladó a Fez, donde fue acogido por el sultán wattásida Abu Abd Allah al-Sheikh Muhammad ibn Yahya.

En enero de 1494 la ciudad de Melilla se rebeló contra el sultán de Fez y envió tres cartas a Hernando de Zafra para ceder la ciudad a los Reyes Católicos. Pocos meses después, fue devastada por los wattásidas.Fernando el Católico mandó una expedición a Melilla con el comendador Martín Fernández Galindo para conocer la situación de la plaza. Martín Fernández Galindo encontró la ciudad devastada y con una gran cantidad de musulmanes en los alrededores, por lo que desaconsejó la conquista de la misma.Juan Alonso Pérez de Guzmán, III duque de Medina Sidonia, fue informado de aquella situación y ofreció a los Reyes Católicos encargarse de su conquista. Estos se ofrecieron a costear los gastos de la conquista y le enviaron al capitán de artillería Ramiro López. Juan Alonso envió a reconocer el terreno a Martín de Bocanegra y Ramiro López.

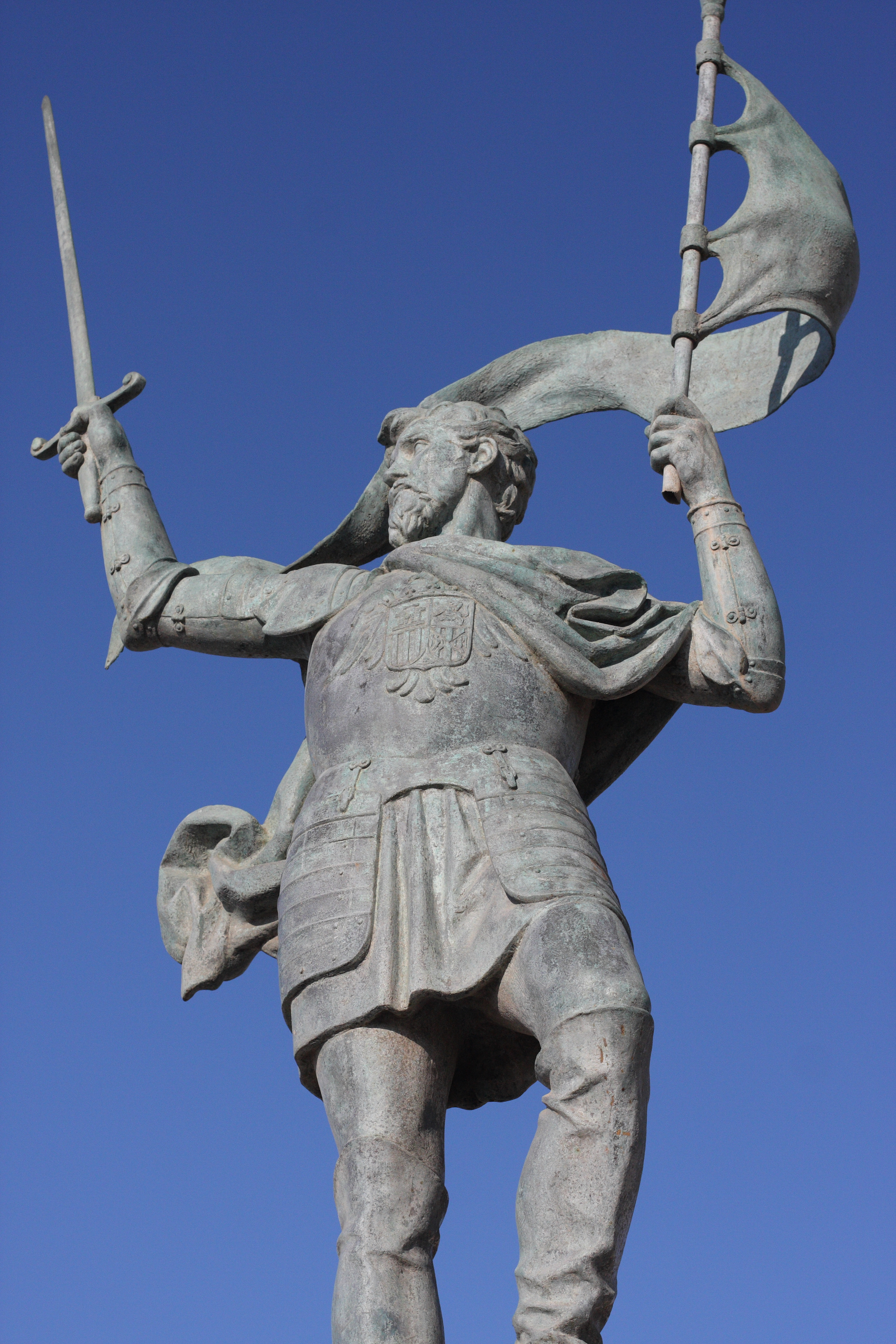
Monumento a Pedro de Estopiñán y Virués. 1970. Plaza de Pedro de Estopiñán. Melilla.

La armada del duque, al mando de Pedro de Estopiñán y Virués, zarpó en septiembre de 1497 del puerto de Sanlúcar de Barrameda y desembarcaron en Melilla la noche del 17 de septiembre. Como la ciudad estaba derruida y deshabitada, los españoles comenzaron a reconstruir las murallas con almenas, empleando para ello estructuras de tablas de madera que traían de España. Al poco tiempo, los musulmanes de los alrededores encontraron una ciudad fortificada donde antes solo había ruinas y se marcharon. La conquista costó doce cuentos de maravedís.
Los Reyes Católicos escribieron el 18 de octubre de 1497 al duque de Medina Sidonia diciendo que les había complacido aquella conquista y que creían que esta había servido a Dios.
Los Reyes Católicos le concedieron al duque de Medina Sidonia la merced del quinto real de las expediciones militares que hiciera. El alcalde y capitán de Melilla, Gonzalo Mariño de Ribera, realizó las siguientes expediciones al servicio del duque:
- En 1503: el 12 de marzo a Arenas Gordas; el 20 de mayo a Cazaza; el 10 de septiembre a Arenas Gordas; el 30 de septiembre y el 5 y el 9 de noviembre a Carmud; y el 15 de noviembre a Cazaza.[75]
- En 1504: el 8 de febrero a Carmud, el 9 de marzo a Pinar; el 25 de marzo a Cazaza; el 21 de julio a Arrecife; el 10 de septiembre y el 20 de octubre a Carmud; y el 5 de noviembre a Berraca.[75]
- 1505: el 26 de enero a Benésicar; 9 de abril a Berraca; el 20 de mayo a Carmud; 30 de junio a Adelfas; y el 5 de noviembre a Guelaya.[75]
- 1506: el 9 y el 23 de febrero a Cazaza; el 1 y el 16 de marzo a Berraca; el 2 de junio a Bugafar; el 17 de junio a Berraca; el 29 de junio a la Sierra de Guelaya; y el 5 de julio al área de Cazaza.[75]

El 22 de abril de 1506 conquistaron Cazaza, por lo que el duque fue nombrado I marqués de Cazaza.
Gonzalo Mariño fue sustituido por Cristóbal de Abreo. Entre el 7 y el 8 de enero de 1533 los musulmanes tomaron Cazaza y la devastaron. La ciudad nunca fue reconstruida y las ruinas se han conservado hasta la actualidad.

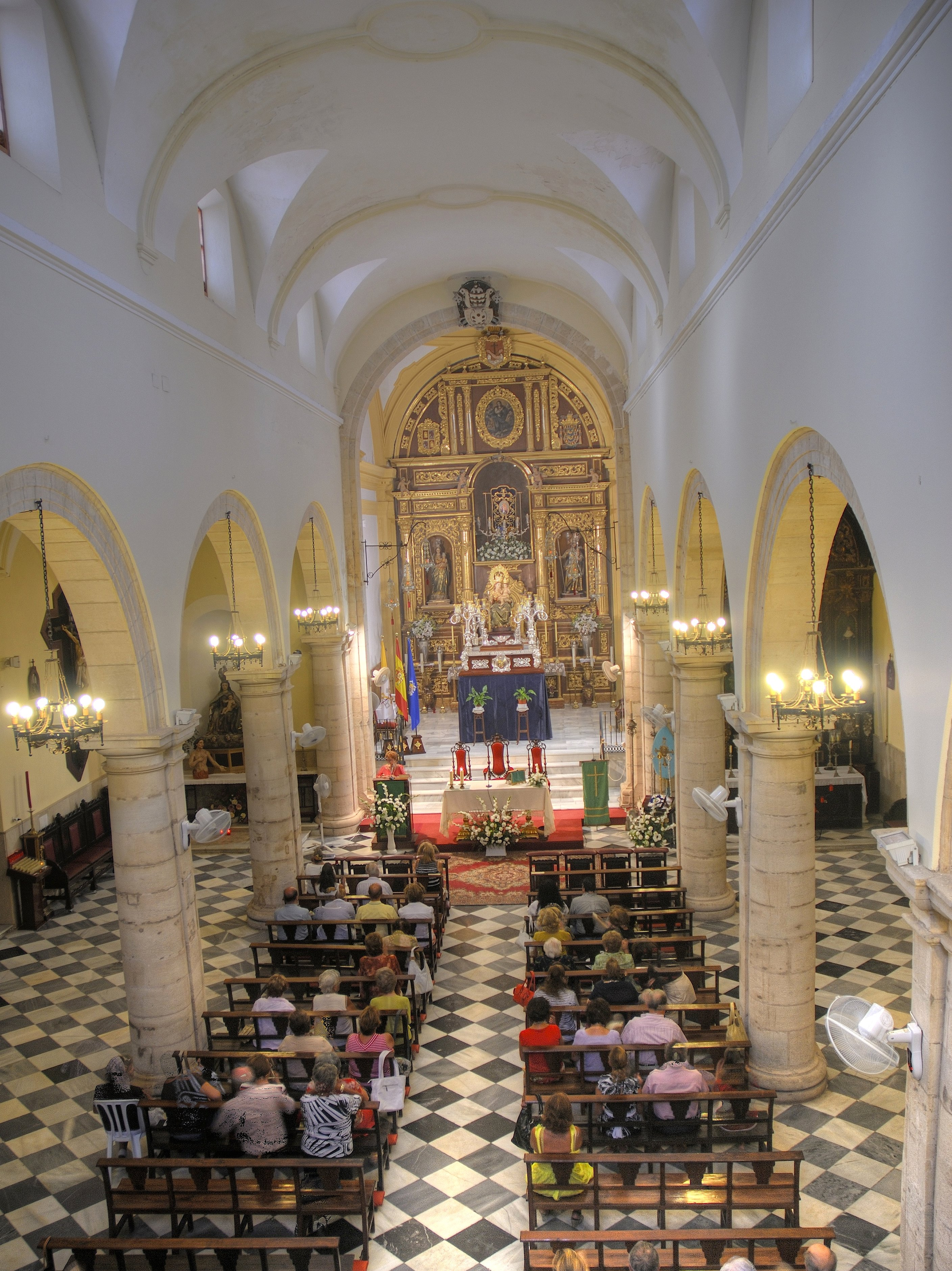
Real y Pontificia Iglesia de la Purísima Concepción (1575) en Melilla la Vieja.

En 1515 se comenzó con la construcción de la Muralla Real. En 1525 continuaron los trabajos. En 1527 fueron dirigidos por Gabriel Tadino de Martinengo. En 1547 se realizaron trabajos con Miguel de Perea y en 1553 con Juan de Zarita. Entre 1656 y 1659 se reformó. Fueron reformadas entre 1719 y 1722.
El saadí Mohammed ash-Sheikh conquistó Fez en 1544. El 17 de abril de 1549 Abu Hassum, antiguo rey de Fez, llegó de Vélez de la Gomera, de donde también era rey, a Melilla en barco con su corte. Poco después, se trasladaron a Málaga. Durante la guerra contra los saadíes, el 12 de julio de 1550, llegó a la ciudad Muley Amar, rey de Debdú, con su corte, marchándose siete meses después. Visitó la ciudad de nuevo el 28 de mayo de 1551, trayendo regalos para Carlos V.

Por Breve Pontificio de Gregorio XIII del 5 de febrero de 1576, Melilla pasó a ser parte de la diócesis de Málaga. La Virgen de la Victoria es patrona de Málaga desde la Reconquista por los Reyes Católicos en el siglo XV. En Melilla se construyó una ermita dedicada a la Virgen de la Victoria, patrona de Melilla. La Virgen de la Victoria se encuentra en la Real y Pontificia Iglesia de la Purísima Concepción. Su festividad se celebra el 8 de septiembre.

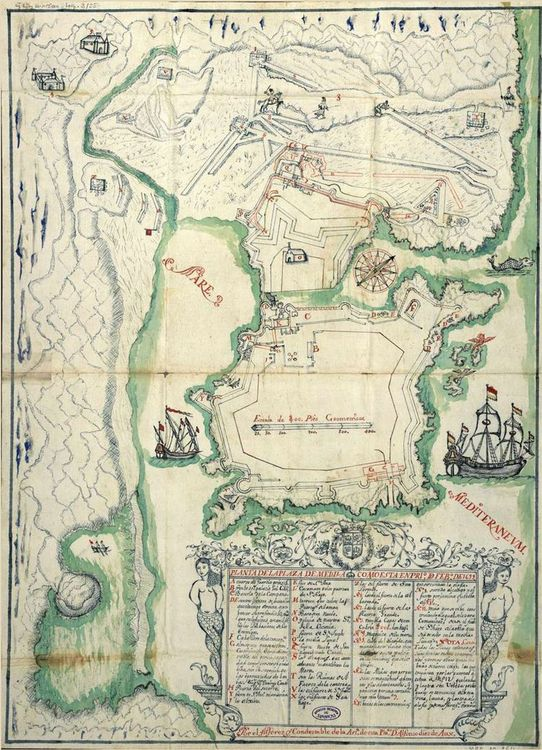
Plano de Melilla. 1699.

En el siglo XVI se construyó la Iglesia de San Miguel Arcángel. El templo fue reconstruido entre los siglos XVII y XVIII. En 1660 Felipe IV autorizó que los capuchinos se instalaran en la ciudad. En 1661 compraron un par de casas junto a la iglesia, donde construyeron su convento. Le dieron a la iglesia el título de la Purísima Concepción. Los capuchinos promovieron que san Francisco de Asís fuese el patrón de Melilla, celebrándose su fiesta el 4 de octubre. En frente, construyeron el Hospital de San Francisco. La congregación dejó este convento en 1682.
En 1604 el gobernador Pedro de Heredia construyó dos torreones en el entorno de la Puerta de Santa Ana y de la Puerta del Campo.
En 1613 a Melilla le fue concedida el título de ciudad.
Para proteger las huertas del río de Oro, se construyeron los fuertes de Santiago en 1571, de San Francisco y de San Marcos en 1575 y de San Lorenzo en 1583. En 1632 se construyó el Fuerte de San Pedro de la Albarrada y en 1637 se construyó el de Santo Tomás de la Cantera. El 18 de julio de 1646 el gobernador Carlos Ramírez de Arellano murió en un combate contra los musulmanes a las afueras de la ciudad. El 6 de mayo de 1649 falleció el gobernador Luis de Sotomayor en otro combate a las afueras. El Fuerte de Santo Tomás fue atacado por los musulmanes en 1667.
En 1669 se construyó el Baluarte de la Concepción Alta.
A finales del siglo XVII, el sultán Muley Ismaíl atacó en varias ocasiones las fortalezas de Melilla. En 1678 devastaron el Fuerte de San Lorenzo. El Fuerte de San Francisco se perdió en 1679 y a finales del mismo año el de Santiago. En 1687 fueron devastadas las fortalezas de San Pedro y Santo Tomás y murió en combate el gobernador, Francisco López Moreno.
A finales del siglo XVII se construyeron la Torre de la Media Luna para defender la Puerta del Campo, el Fuerte de San Antonio de la Marina y el Baluarte de San José Bajo. En 1707 se construyó el Fuerte de San Miguel.

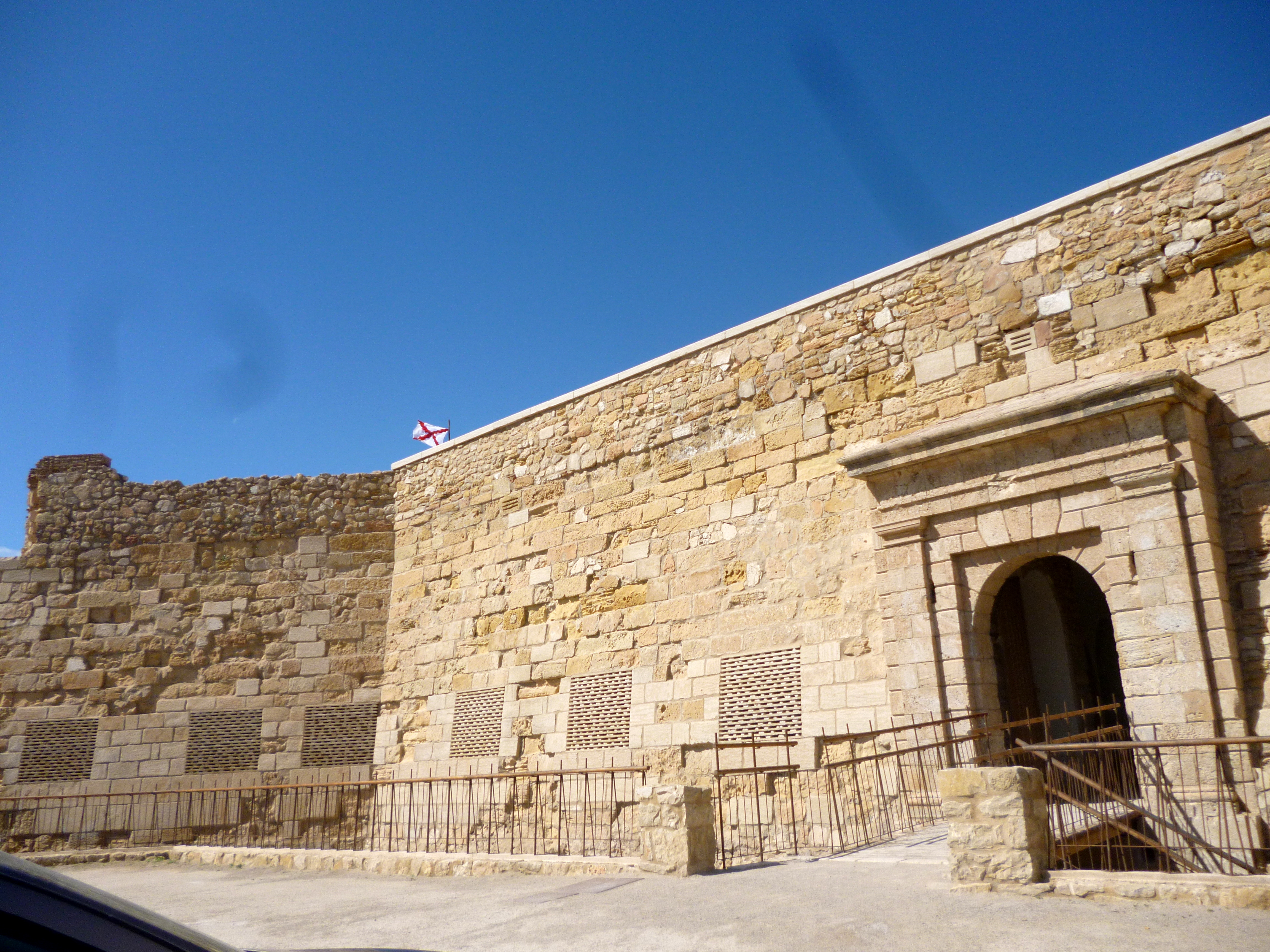
Fuerte de Victoria Grande (1736), en el Cuarto Recinto Fortificado de Melilla La Vieja.

En agosto de 1723 el gobernador Alonso de Guevara y Vasconcello, con el capitán Antonio de Villalba Angulo Ponce de León, conquistó la Rambla Grande o del Agua, donde actualmente se encuentra el Cementerio Municipal de la Purísima Concepción. El 27 de febrero de 1724 el capitán Antonio de Villalba desembarcó con 50 soldados en la Rambla Grande y recuperó la zona donde estaban las ruinas del Fuerte de San Francisco, donde se había instalado el jefe musulmán Taxar, gobernador de Guelaya, y que actualmente es el entorno de la Iglesia del Sagrado Corazón de Jesús.

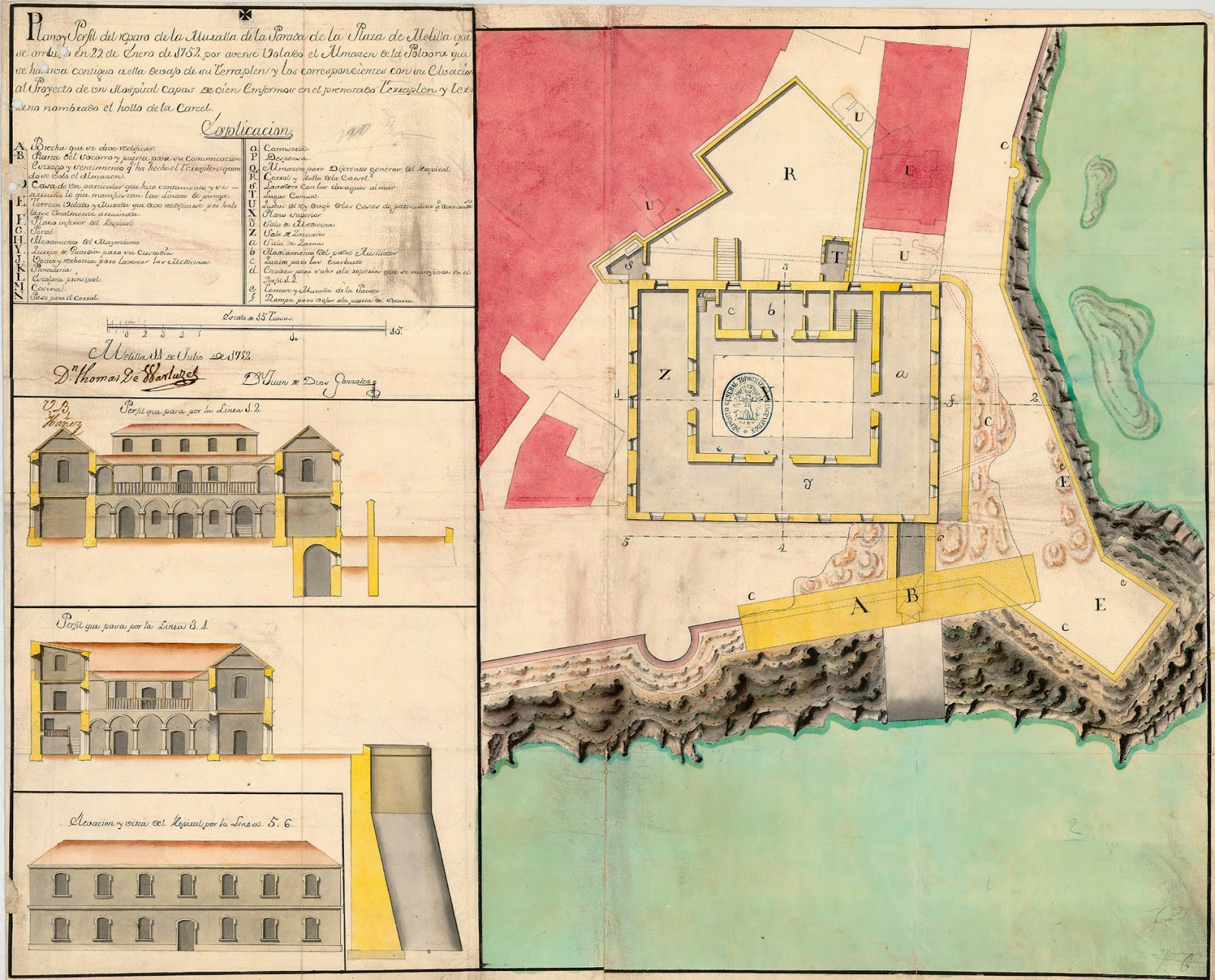
Plano de Melilla 1752

El gobernador Alonso de Guevara construyó el Fuerte de San Fernando, donde posteriormente estuvo el Cuartel de la Policía Armada. En 1732 pasó a ser gobernador Antonio de Villalba Angulo Ponce de León. En 1734 conquistó el Cerro del Cubo y la fortaleza que ahí se encontraba. Posteriormente, construyó en este entorno el Fuerte de Victoria Grande, finalizado en 1736, el Fuerte del Rosario, la Torre de Santa Lucía y el Fuerte de Victoria Chica.
En 1767 se firmó el Tratado de Paz y Comercio con Marruecos, firmado por Jorge Juan como embajador extraordinario en Marruecos y el embajador marroquí del sultán Mohammed III Hamed El Gazel. Las negociaciones comenzaron en 1765 con la negociación de El Gazel por parte de Mohammed III y del fraile franciscano Bartolomé Girón de la Concepción, encargado del rescate de los cautivos en Marruecos, por parte de Carlos III, que después encomendó la negociación al marqués de Grimaldi, que ya había intervenido en el Tratado de Comercio y Navegación con Francia en 1768, para la elaboración una serie de bases jurídicas. El Tratado de Paz y Comercio con Marruecos regulaba el comercio marítimo, la seguridad de las pesquerías españolas en África, así como la liberación de cautivos. Se produjo la instalación de un consulado en Larache y de vicecónsules en Tetuán, Tánger y Mogador, fundada en 1765. También menciona las plazas españolas Ceuta, Melilla, el Peñón de Vélez de la Gomera y Alhucemas, indicando que sus fronteras estaban ya acordadas.

### Sitio de Melilla de 1774-1775

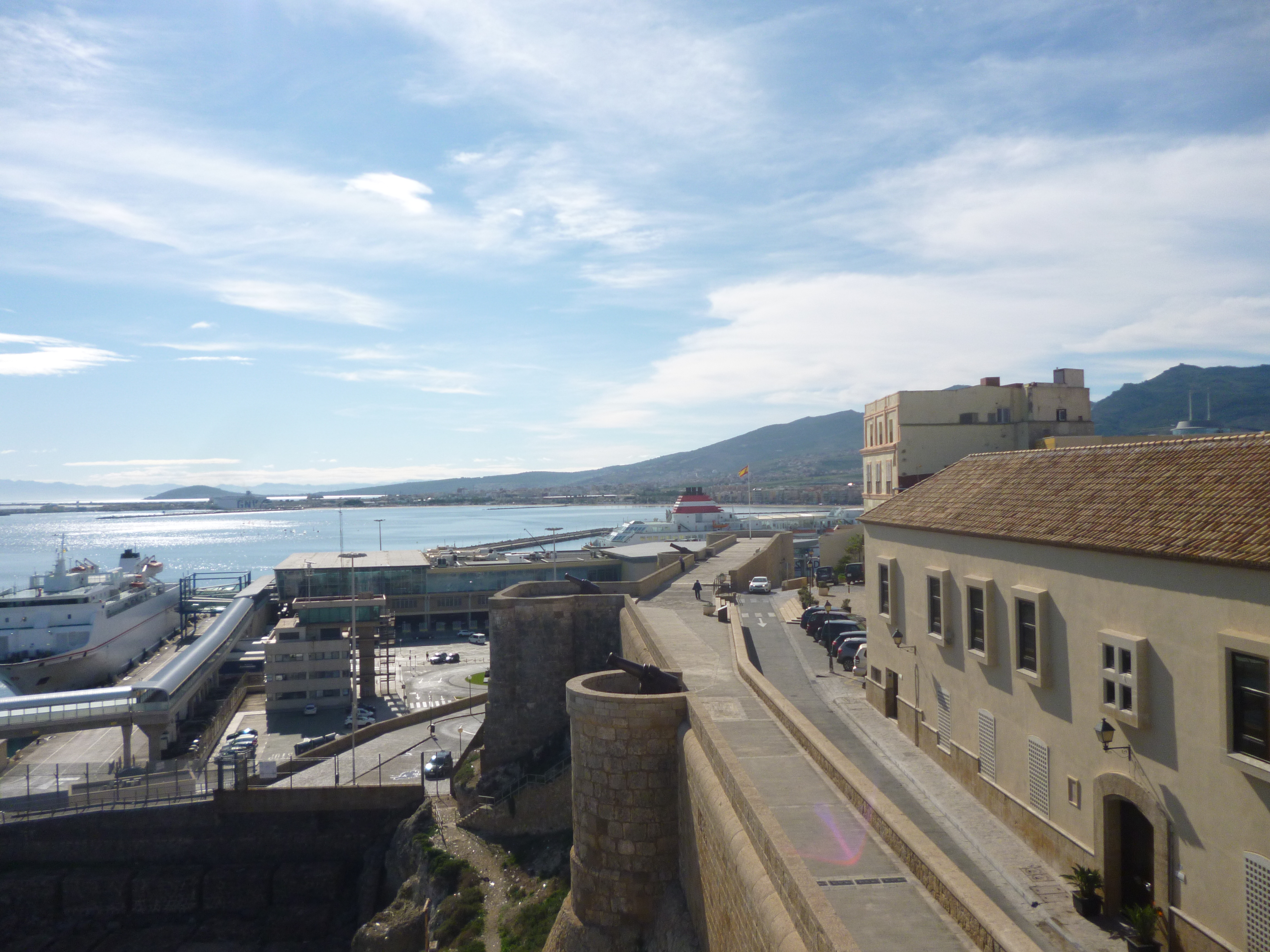
Frente de Levante de Melilla la Vieja y Hospital del Rey (1774)

Pese a lo firmado en 1767, Muhammad III decidió la conquista de las plazas cristianas del norte de África. Envió a Gran Bretaña de embajador a Sidi Tahar Fenis para adquirir material bélico. El 19 de septiembre de 1774 el sultán envió una carta a Carlos III con este asunto, diciendo que la paz entre ellos podría ser solamente por mar. Por esto, Carlos III declaró la guerra al sultanato el 23 de octubre de 1774. Carlos III ordenó reforzar la defensa de Ceuta y de Orán (segunda época española), por un posible ataque de la Regencia de Argel. Sin embargo, a finales de noviembre los españoles supieron que el sultán tenía pensado conquistar Melilla. Entonces el gobernador era José Carrión de Andrade. En ella se encontraba una guarnición escasa, que consistía en el Regimiento Fijo de Melilla, con las compañías mandadas por los capitanes Antonio Manso y Vicente de Alva, y destacamentos para el manejo de las antiguas piezas de artillería de hierro. Para reforzar la defensa, Carlos III mandó a la ciudad al mariscal Juan Sherlock como comandante general y reforzó la guarnición. La ciudad fue sitiada el 9 de diciembre por un ejército de entre 30 000 y 40 000 musulmanes. Iban con artillería británica y artilleros de aquel país para su manejo. Juan Sherlock envió a al marino Juan Trinquini en jabeque a Málaga para solicitar refuerzos de Andalucía. El 11 de diciembre llegó a Melilla un barco francés con los refuerzos de la península. Este barco partió de la ciudad el 16 de diciembre con parte de la población civil. Para la defensa, se instalaron 117 nuevos cañones y morteros. Tomás de Encuentra, artillero mayor de Carlos III, se hizo cargo del mantenimiento de la artillería. Además del Regimiento Fijo de Melilla, participaron en la defensa los regimientos Zamora, Voluntarios de Cataluña, Princesa, Nápoles, Brabante y Bruselas, con la plana mayor. También estuvieron los reales cuerpos de Ingeniería y Artillería. Esto hizo un total de 3251 militares. Dos escuadras españolas, comandadas por Antonio Barceló y José Hidalgo de Cisneros, bloquearon el estrecho de Gibraltar para impedir que Gran Bretaña abasteciera de armamento y munición a las tropas musulmanas. El sitio finalizó el 19 de marzo, Día de San José, de 1775. Hubo una reunión de Juan Sherlock con El Gazel, donde le dijo que el sultán deseaba mantener relaciones de amistad y reanudar el comercio en condiciones más ventajosas que en el anterior tratado.
En 1780 se firmó el Convenio de Amistad y Comercio en Aranjuez, por el embajador Muhammad Utman y el conde de Floridablanca. En 1785 el embajador Francisco de Salinas y Moliño, en representación de España, subscribió otro acuerdo de colaboración con el sultanato. Los acuerdos de 1767, 1780 y 1785 fueron referidos también en el Tratado de Paz, Amistad, Navegación, Comercio y Pesca de 1799, firmado por el embajador Juan Manuel González Salmón, donde se reconoce la soberanía española de Ceuta, Melilla, el Peñón de Vélez de la Gomera y Alhucemas. A finales del siglo XVIII el Derrotero de las costas de España en el Mediterráneo y su correspondiente de África de Vicente Tofiño San Miguel señala el surgidero de Melilla para embarcaciones como jabeques pequeños o galeotas, mientras que las embarcaciones mayores fondean en la rada situada al este y describe los vientos predominantes y los farallones del Cabo Tresforcas, describiendo también el monte Gurugú y el parapeto de los moros situado en un pequeño promontorio de la boca ciega del río del Oro.

## Edad Contemporánea
En septiembre de 1810 se crearon las Cortes de Cádiz, que no reconocieron como rey a José I y redactaron la Constitución de 1812. Estas cortes ejercieron su soberanía sobre los territorios no ocupados, entre los que estaban Baleares, Canarias, Ceuta y Melilla. El artículo 10 de la Constitución de 1812 menciona que el territorio español comprende "la península con sus posesiones e islas adyacentes" y "las Canarias con las demás posesiones en África". Aunque un diputado planteó mencionar expresamente Ceuta, Melilla, el Peñón de Vélez de la Gomera y Alhucemas, estos territorios se entendieron ya referidos por el artículo 10.
En el contexto de la Primera Guerra Carlista, el 20 de diciembre de 1838, los sargentos carlistas Vicente Colomer, Tena y Recio, depusieron, en una rebelión sin heridos ni fallecidos, al gobernador Rafael Delgado. Organizaron una junta para gobernar la ciudad y liberaron a los 115 carlistas que había en la prisión, de un total de 411 presos. Posteriormente, la junta fue presidida por Gregorio Álvarez y Pérez. Los melillenses que no estuvieron a favor de los carlistas fueron recogidos por los barcos María Cristina, Santa Ana y Virgen del Carmen. El capitán general de Granada, Juan Palarea Blanes, mandó al bergantín María Cristina. Un bote se acercó al bergantín y les confirmó que la plaza estaba tomada por los carlistas. La ciudad fue bloqueada por Real Orden del 10 de febrero de 1839 por una flota dirigida por Santiago Soroa con los bergantines Isabel II, María Cristina y Soberano y los faluchos Neptuno y Veloz. Francia colaboró al bloqueo con el bergantín Volage y Gran Bretaña con el brig Wasp. El 24 de febrero de 1839 la junta carlista firmó un documento de capitulación. El documento definitivo fue suscrito el 2 de marzo. Los carlistas abandonaron la ciudad el 25 de marzo y llegaron a Plencia, entonces territorio carlista, el 17 de junio.

### Guerra de África y Tratado Wad-Ras (1859-1860)

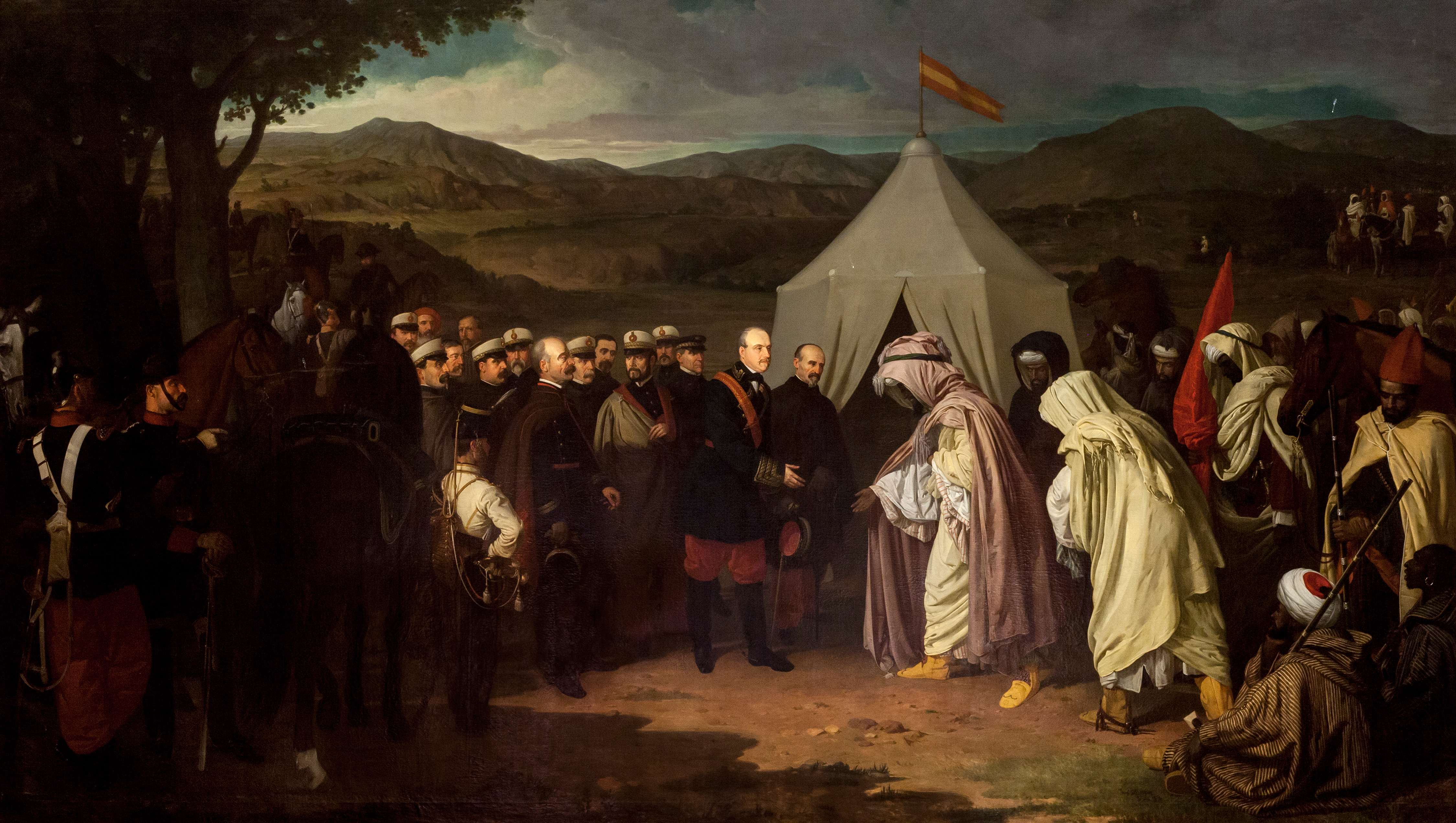
Tratado de Wad-Ras (1860) que puso fin a la Guerra de África, firman O´Donnell y Muley el Abbas, hermano del sultán Mohammed IV de Marruecos. Obra de Joaquín Domínguez Bécquer.

En 1859 el gobierno de O'Donell declaró la guerra al sultanato de Marruecos, dando comienzo a la guerra de África. Tras el fin de la guerra se firmó el Tratado de Wad-Ras, que entre otros asuntos supuso la ampliación del perímetro de Melilla fuera de su recinto fortificado y la salida de judíos de Tetuán para establecerse en Melilla. 

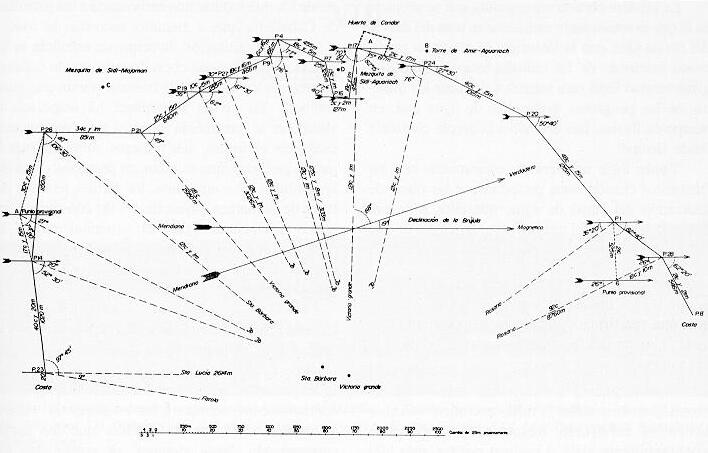
Trazado de los límites de la plaza de Melilla (1862)

En 1847 se creó una Capitanía General de las Posesiones de África, suprimida en 1851, por lo que Melilla pasó a depender de la Capitanía General de Granada como Comandancia General. Un Real Decreto de 22 de marzo de 1893 estableció la división militar de la península en 7 regiones y 4 Comandancias Generales: las de Baleares, Canarias, Ceuta y Melilla. La Comandancia General de Melilla gestionaba también el Peñón de Alhucemas, el Peñón de Vélez de la Gomera y las islas Chafarinas.
De 1855 datan las gestiones con el Ministerio de la Guerra y el Ministerio de Hacienda para finalmente en 1863 declarar Melilla, Ceuta y Chafarinas puertos francos bajo el gobierno del moderado Manuel Pando Fernández de Pinedo durante el reinado de Isabel II. En 1881 se construyeron unas viviendas en la Alcazaba. En 1891 se construyó el barrio del Polígono.

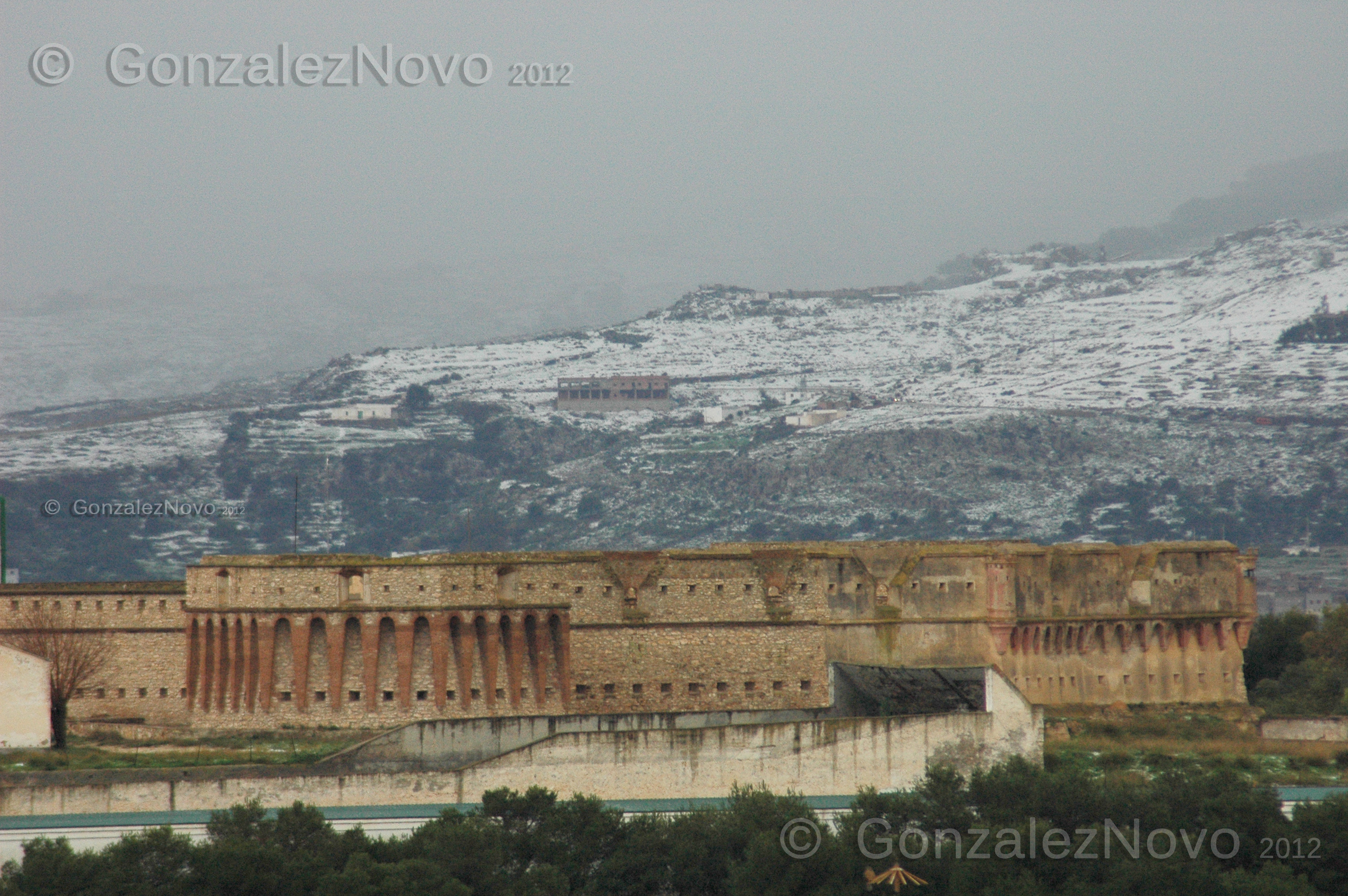
Fuerte de Cabrerizas Altas (1893) en estilo neomedieval, dentro del conjunto de fuertes exteriores de Melilla. Actualmente alberga el Museo de La Legión.

A partir de 1881 empezaron a llegar familias hebreas de Marruecos, sobre todo de Beni Sidel, en la provincia de Nador. Al principio se instalaron en unas viviendas de madera provisionales en el barrio del Mantelete. El comerciante sefardí Joseph Levy, el maestro ajustador de la Comandancia de Ingenieros Francisco García, el almacenista Alonso Díaz y José Coret construyeron en 1891 un barrio que acogió a la mayoría de hebreos comerciantes que se encontraban en las casas de madera del Mantelete. Debido al hostigamiento sufrido por los judíos durante las sublevaciones en el Rif por parte de El Roghi también conocido como Bu Hamara, aspirante al trono de Marruecos, de 1902 hasta su caída en 1909, muchos se trasladaron a Melilla, donde fueron situados por la Administración Militar en el denominado como barrio Hebreo. Muchos de estos judíos eran de Taza. A partir de 1917 pasaron a vivir en el barrio también cristianos y musulmanes. En 1930 llegó a haber siete mil judíos en Melilla. Posteriormente, muchos emigraron a América e Israel y, en la actualidad, hay aproximadamente un millar. Los judíos también fueron promotores de muchos edificios del modernismo melillense.
En marzo de 1866 Francisco Roldán realizó un proyecto urbanístico para la ciudad, aprobado por Real Orden del 25 de enero de 1868. Con este se realizó el cauce actual del río de Oro, entre finales de 1871-1872, se edificó el barrio del Mantelete Interior en 1891 y se construyeron los siguientes fuertes exteriores: San Lorenzo, entre 1881 y 1884; Camellos, entre 1883 y 1885; Cabrerizas Bajas, entre 1884 y 1886; Rostrogordo, entre 1888 y 1890; Cabrerizas Altas, entre 1890 y 1893; Purísima Concepción, en 1893; y de María Cristina, entre 1893 y 1894.

Vistas de Melilla hacia 1893, a partir de fotografías de Venancio Álvarez Cabrera.

En 1891 se instaló un cable telegráfico submarino entre Melilla y Almería y en 1921 otro entre Melilla y Málaga.

### Guerra de Margallo (1893-1894)

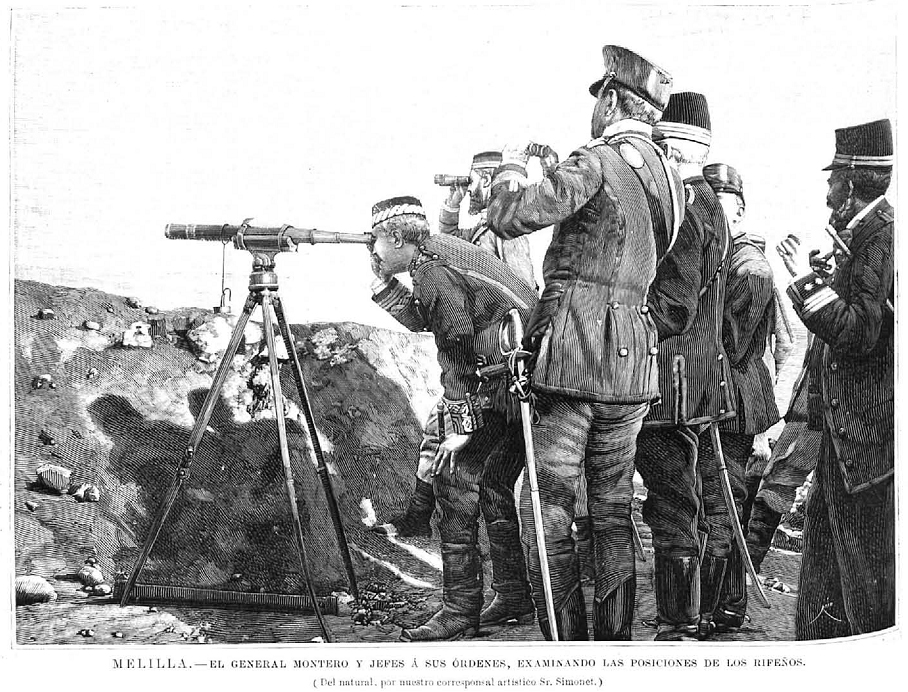
General Montero y sus jefes examinando las posiciones de los rifeños. Guerra de Margallo. Revista La Ilustración Española y Americana.

Tras la guerra de África el control de España sobre los territorios del norte de África se había extendido. Para defenderla de estos territorios se edificaron fortificaciones. En 1893 las cabilas organizaron un ataque contra la construcción del Fuerte de la Purísima Concepción siendo Gobernador de Melilla Juan García y Margallo. Los 1463 soldados de la guarnición de Melilla tuvieron que hacer frente a entre 8000 y 10 000 rifeños. El ministro de Guerra José López Domínguez mandó como refuerzos, al mando del general Ortega, un total de 350 hombres compuesto por militares de los regimientos de Borbón, Extremadura y Cuba, tres compañías de zapadores, cuatro compañías de artillería y dos baterías de artillería de montaña. En el contraataque del 28 de octubre murió Juan García Margallo en la puerta del fuerte de Cabrerizas Altas. Por sus acciones en este combate, el capitán Juan Picasso y el teniente Miguel Primo de Rivera ganaron la Cruz Laureada de San Fernando. Se envió una flota que apoyó a las tropas españolas con bombardeos navales. Posteriormente, se creó en la península un ejército expedicionario al mando del capitán general Arsenio Martínez Campos, 20 000 hombres. Este ejército se dividía en dos cuerpos, dirigidos por el teniente general Fernando Primo de Rivera y Sobremonte, marqués de Estella, y el teniente general José Chinchilla y Díez de Oñate. Estaba integrado por los regimientos de Segorbe, Tarifa, Cataluña y el resto del de Cuba. Estas tropas llegaron llegaron a Melilla el 29 de noviembre, produciendo un efecto disuasorio, y cesaron los combates. Tras esto, España finalizó la construcción del fuerte. El 5 de marzo de 1894 el general Arsenio Martínez Campos firmó con el sultán Hassan I de Marruecos el tratado de Paz de Marrakech, con compensación a España de 20 millones de pesetas, castigo a los agresores del fuerte de la Inmaculada o Sidi-Guadirach y el estacionamiento de militares españoles alrededor de Melilla.

## SigloXX

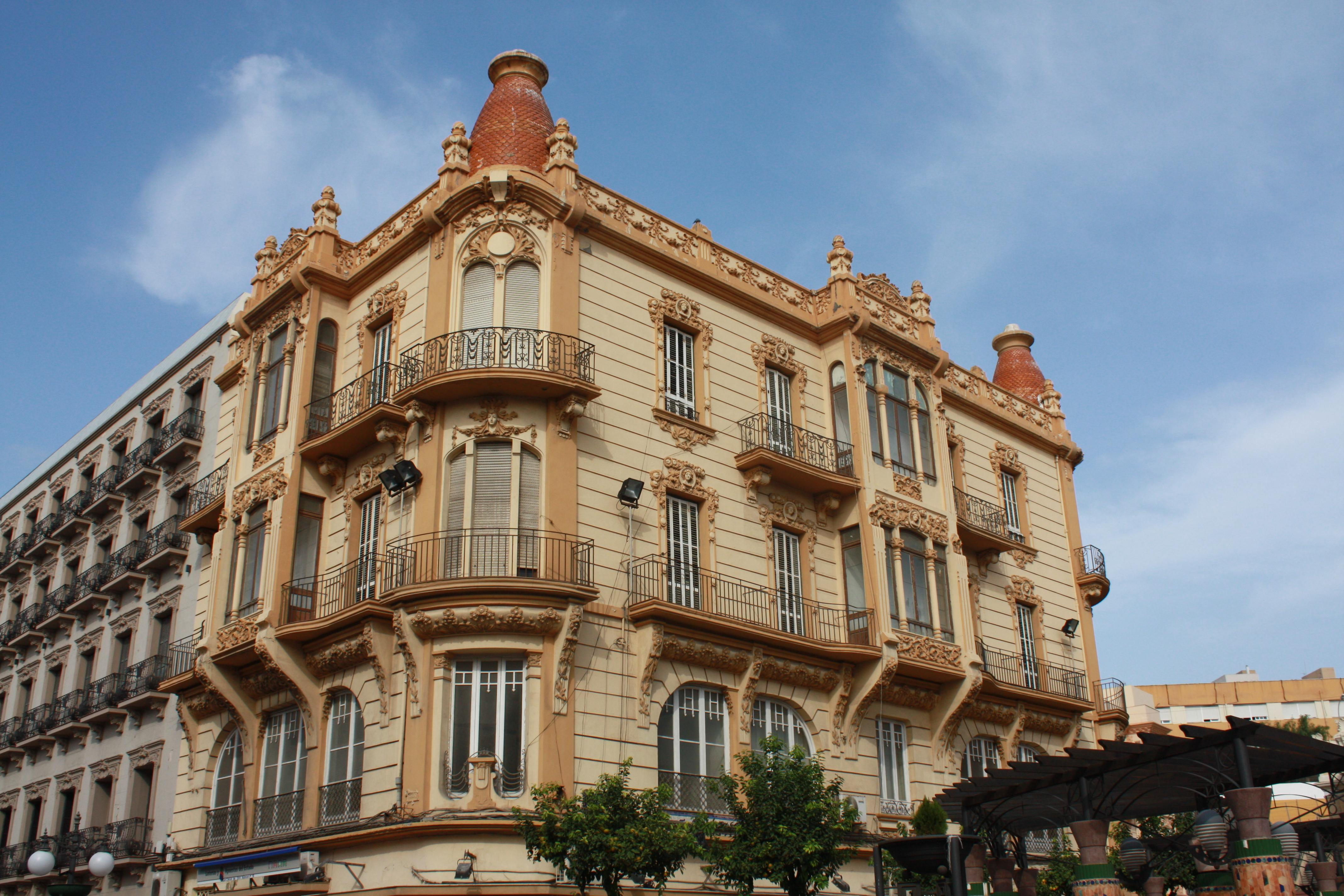
Grandes Almacenes La Reconquista. Edificio modernista de principios del.

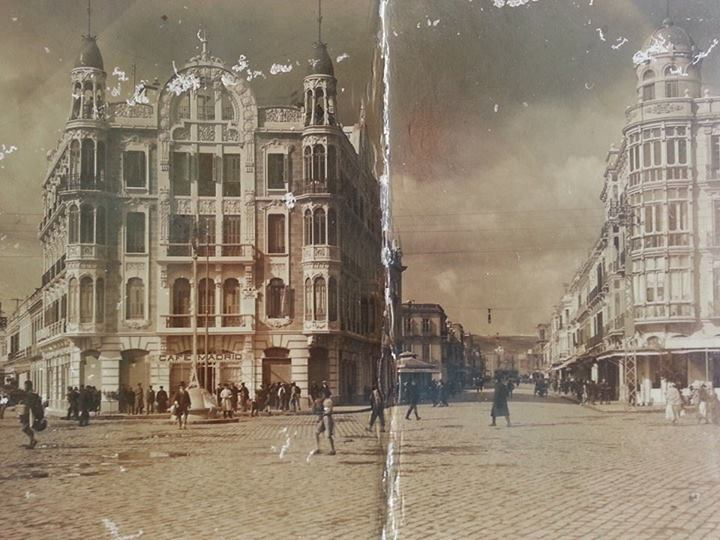
Casa de David J. Melul (1907) uno de los mejores ejemplos de edificio modernista de Enrique Nieto Nieto, situado en el ensanche modernista de Melilla.

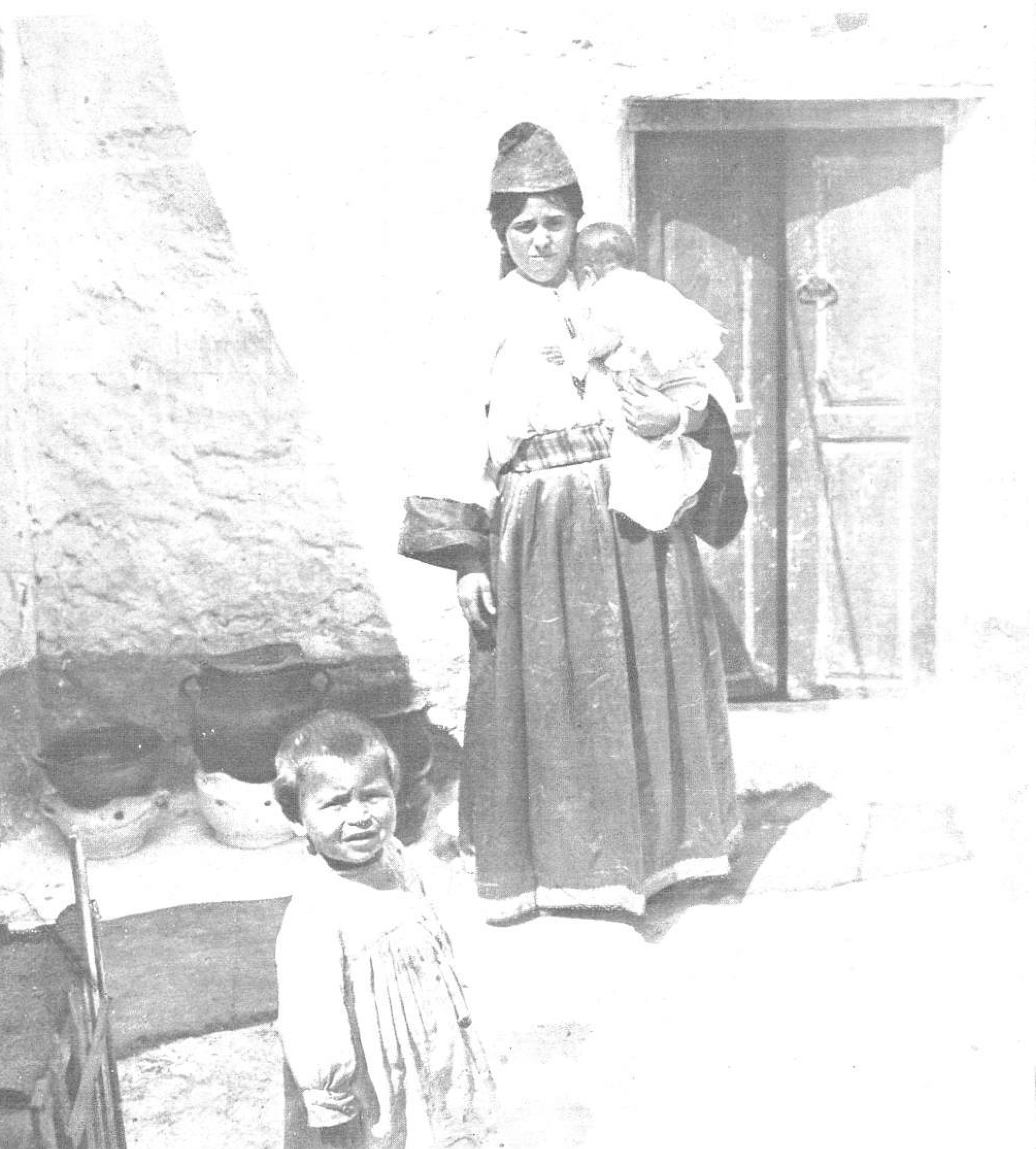
Mujer judía en el interior de su domicilio en el barrio hebreo (1909) Revista Actualidades. Con el fin de la Guerra de Melilla una notable población judía procedente de Tetuán se asentó en Melilla.

El 2 de mayo de 1904 la ciudad fue visitada por Alfonso XIII, que puso la primera piedra de las obras del puerto. En 1902 se fundó el Colegio de Nuestra Señora del Buen Consejo, de la Congregación de Hermanas Franciscanas de Nuestra Señora del Buen Consejo. En 1920 pasó a ser de la Congregación de Hermanas Franciscanas de los Sagrados Corazones. A comienzos del siglo XX se fundaron la Academia de Árabe y la Escuela de Artes y Oficios. En 1904 un grupo de mujeres fundó el Melilla Sporting Club, de tenis y patinaje. Se reunían en el Casino Militar y practicaban estos deportes en el parque. El 17 de diciembre de 1906 se colocó la primera piedra del barrio de la Reina Victoria, que tardó en construirse diez años. Se llamó así por Victoria Eugenia de Battenberg, esposa de Alfonso XIII.

En el ámbito político, la pérdida del imperio colonial español conocido como el desastre del 98 supuso que la política exterior del gobierno de España, cuya limitada capacidad de influir en el ámbito internacional se había constatado con la pérdida de Cuba y Filipinas, se centrara en África. España participó en los acuerdos derivados de las tensiones en Marruecos de las grandes potencias internacionales, Alemania, Francia y Reino Unido que, entre otras causas de conflicto entre las naciones europeas, daría lugar a la Primera Guerra Mundial. En 1830 Francia conquistó Argelia, en 1880 creó el Protectorado Francés de Túnez y el 8 de abril de 1904 Francia y Gran Bretaña firmaron el Entente Cordiale para el reparto de Marruecos y Egipto y firmó en 1904 un acuerdo con España sobre el reparto de Marruecos y Argelia. España se convirtió en mediador para resolver la Primera Crisis Marroquí entre Francia y Alemania, que se oponía la extensa influencia de ésta en África, en la Conferencia de Algeciras de 1906, de tal manera que a Francia le correspondía un protectorado en el sur de Marruecos y a España en el norte, el denominado Marruecos español. Las tensiones entre Francia y Alemania no disminuyeron ya que en 1911 se produjo la Segunda Crisis Marroquí. Finalmente Alemania acordó no impedir la conquista francesa de Marruecos a cambio de que la cesión de 250 000 km² del Congo.

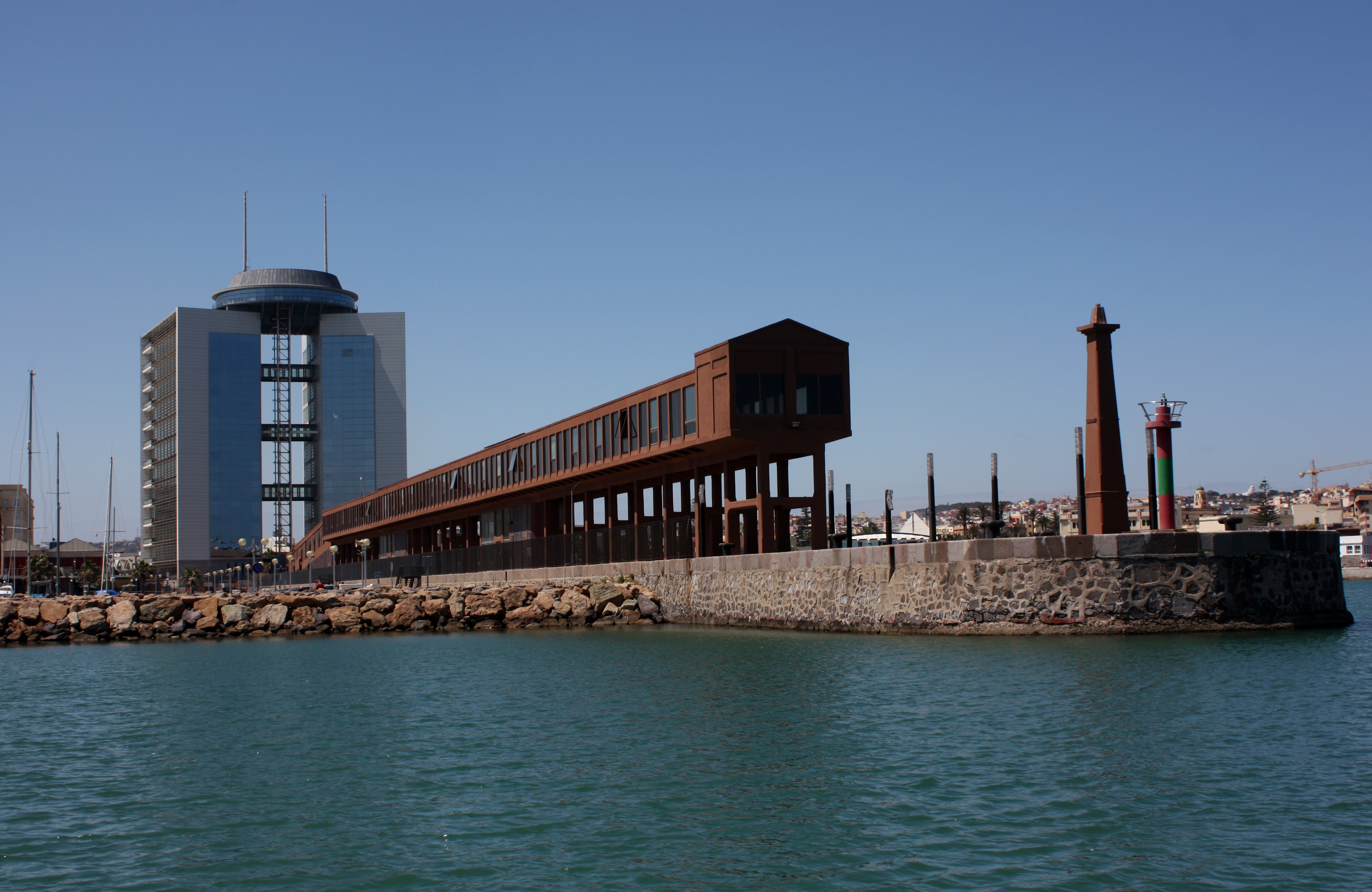
Cargadero de mineral.

En 1902 Bu Hamara creó un sultanato propio, instalándose en Taza y Uchda, y combatiendo a las tropas del sultán de Fez. En 1904 se instaló en Zeluán, en la región de Guelaya. Aquí concedió a la Compañía Española de Minas del Rif S. A. la explotación de los yacimientos de hierro de los montes de Uixan y Axara y a la Compañía del Norte Africano, de capital mayoritariamente francés, la explotación de los yacimientos de plomo del monte Afra, y la construcción de dos ferrocarriles para esas compañías.
En 1905 fue nombrado gobernador militar de Melilla el general José Marina Vega.
La existencia de una prisión en Melilla aparece mencionada en 1498. Tras Ordenanza General de los Presidios de 1834, realizada por el político Javier de Burgos, Ceuta, Melilla y los peñones de Alhucemas y Vélez de la Gomera tuvieron prisiones para condenados a más de ocho años. El número de presos en Ceuta y Melilla fue reducido por el Real Decreto del 22 de octubre de 1906. Por Real Decreto del 6 de mayo de 1907 se cerraron las prisiones de Melilla, Alhucemas y Vélez de la Gomera y los presos fueron enviados a la península. La prisión de Ceuta se cerró en 1911.

### Guerra de Melilla (1909)
En 1908 España, en virtud del convenio hispano-francés de 1904 sobre Marruecos y durante unas operaciones ordenadas por el presidente Antonio Maura para pacificar la región y socorrer a las tropas del sultán de Fez de las de Bu Hamara, ocupó, con tropas comandadas por el general José Marina Vega, La Restinga en febrero y el Cabo de Agua en marzo. El 29 de marzo las tropas del sultán fueron evacuadas.
Bu Hamara fue llevado preso a Fez por el sultán en diciembre de 1908.
El 9 y el 20 de julio de 1909 los obreros que construían el ferrocarril fueron atacados en Sidi Musa. El 22 de julio, el coronel Álvarez Cabrera mandó tropas que combatieron en el barranco de Alfer, haciendo retroceder al enemigo. El 26 de julio el general José Marina Vega mandó a una brigada, comandada por el general Guillermo Pintos Ledesma, a vigilar los barrancos de Alfer y del Lobo. En un combate del 27 de julio lograron el rechazo del enemigo, pero con 153 caídos, incluyendo el general Guillermo Pintos. Este hecho fue conocido como Desastre del Barranco del Lobo.

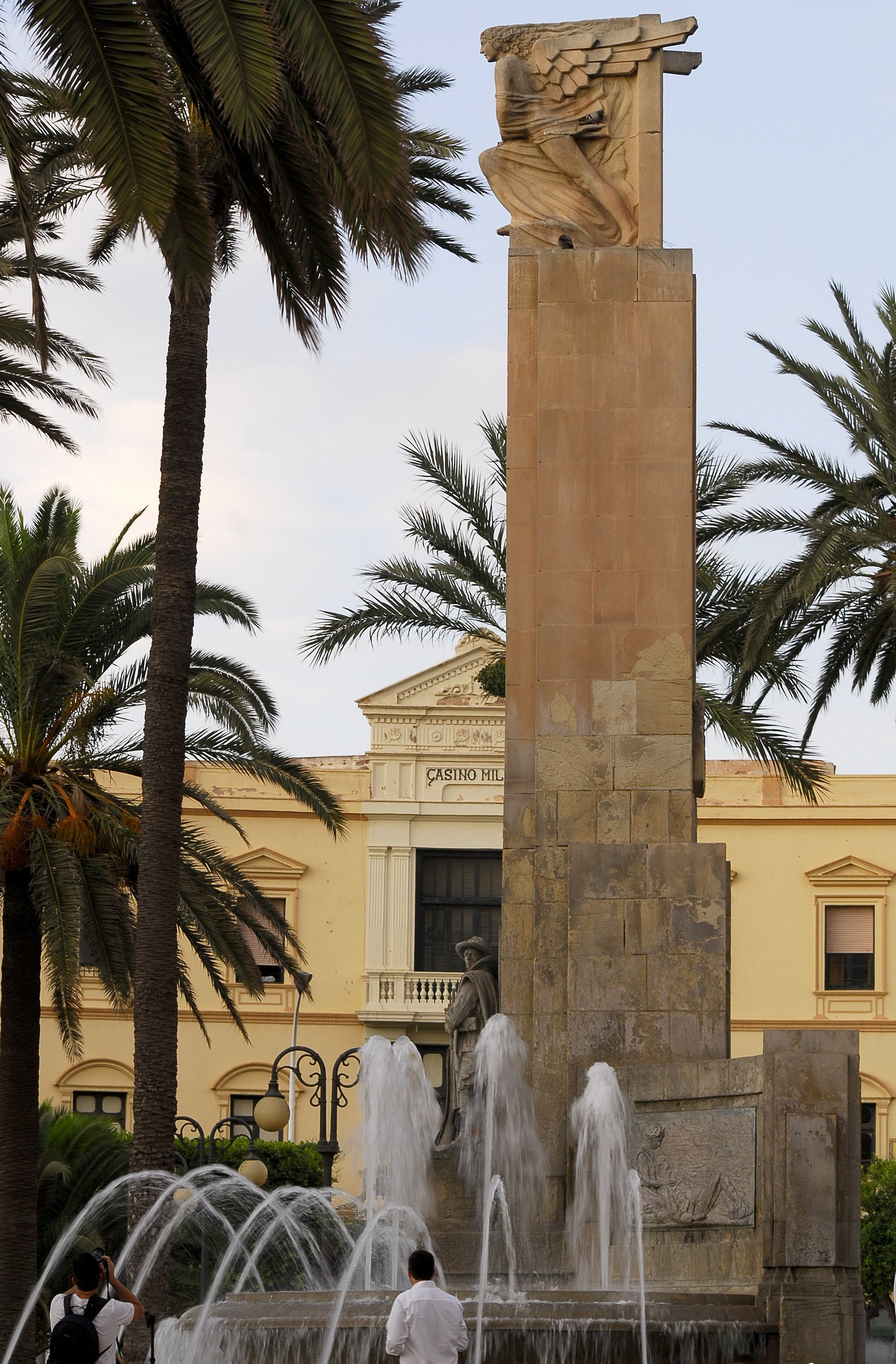
Monumento a los Héroes de las Campañas de Melilla (1931)

Por el acuerdo con Francia de 1904, entre septiembre y noviembre de 1909 España ocupó, siendo general José Marina Vega, los territorios de Nador, Zeluán y el monte Gurugú.
Una brigada mixta comandada por Gabriel Morales y Mendigutia se dirigió hacia el oeste para ocupar el poblado de Taurit y controlar así las lomas de Taxdirt y otra brigada, comandada por Felipe Alfau Mendoza, fue a conquistar Nador. El 20 de septiembre las tropas de Morales fueron atacadas en la loma de Tamisunt, siendo socorridas por el coronel José Cavalcanti al mando del Regimiento de Cazadores de Caballería Alfonso XII N.º 21, consiguiéndose un repliegue a Taxdirt, donde asentaron una posición defensiva. Por ello, se construyó en Taxdirt un monumento en memoria de los caídos en este combate.
En julio de 1910 se creó la Capitanía General de Melilla y se nombró capitán general a José Marina Vega. En 1912 se suprimió la Capitanía General de Melilla, pasando a ser de nuevo Comandancia General. También en 1912 se inauguró la sucursal del Banco de España.

### Guerra del Rif (1911-1927)
En enero de 1911 Alfonso XIII visitó Melilla por segunda vez, acompañado del presidente del Gobierno, José Canalejas. También visitó los territorios ocupados por España y el monumento de Taxdirt.
El 8 de junio de 1911 España ocupó Larache, el 9 de junio Alcazarquivir y el 17 de agosto Arcila.

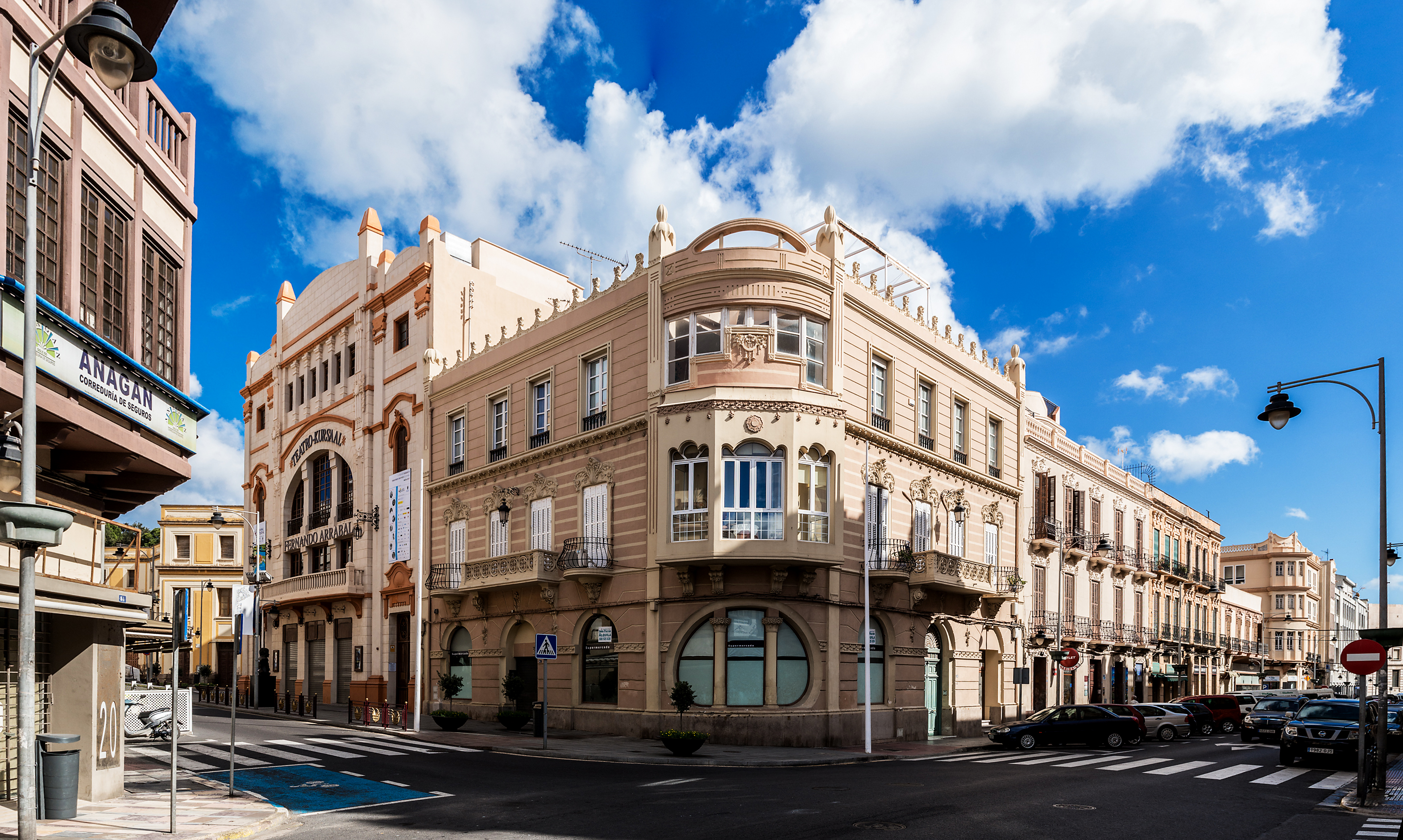
Icónico edificio modernista El Telegrama del Rif (1913). Arquitecto Enrique Nieto y Nieto.

El 30 de marzo de 1912 Francia y el sultán Abd al-Hafid firmaron el Tratado de Fez, por el que se creaba el Protectorado Francés de Marruecos. Francia llevó a cabo con España el Convenio Hispano-Francés sobre Marruecos, firmado en Madrid el 27 de noviembre de 1912. Esto fue apoyado por Gran Bretaña. Por este convenio se creó el Protectorado Español de Marruecos. Para su gestión se creó en 1913 la Alta Comisaría de España en Marruecos. El primer alto comisario fue el general Felipe Alfau Mendoza. Los territorios de Ceuta y Melilla y las otras plazas de soberanía no formaron parte del protectorado, al ser soberanía española.

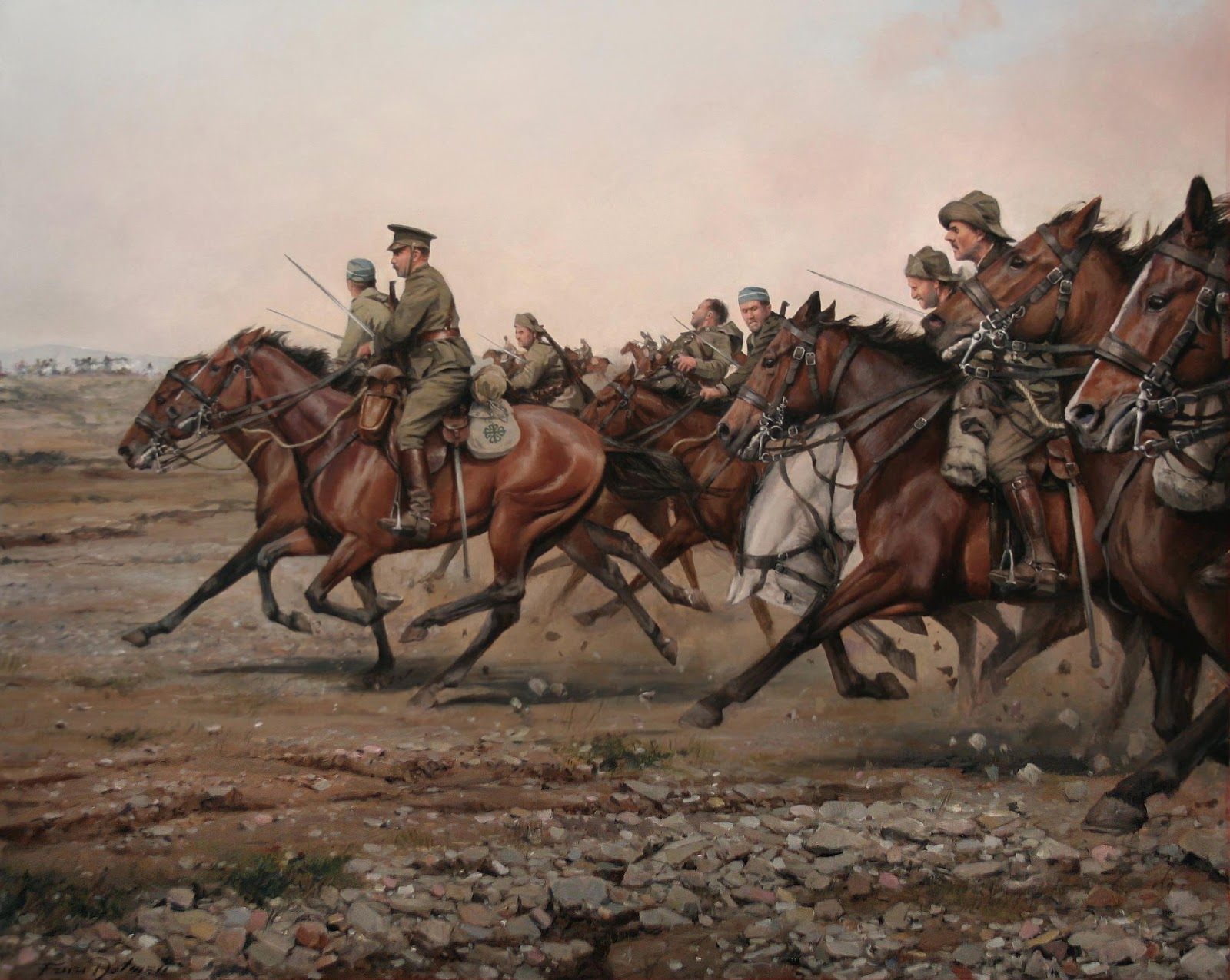
Carga del río Igan del Regimiento Cazadores de Alcántara 14.º de Caballería en 1921. Autor: Augusto Ferrer-Dalmau. (2013) Desastre de Annual.

En 1913 España ocupó Tetuán, que se convirtió en capital del Protectorado Español de Marruecos.
En 1921 solo la mitad de los aproximadamente 32 000 km² concedidos a España por el Tratado de 1912 estaban conquistados. El general Manuel Fernández Silvestre, entonces comandante general de Melilla, llevó a cabo una expedición militar en julio de 1921 para conquistar la bahía de Alhucemas. Las tropas españolas fueron atacadas en Igueriben por las tropas de Abd el-Krim, produciéndose una retirada a Annual. En esta batalla se destacó el teniente coronel Fernando Primo de Rivera y Orbaneja, que murió en agosto por heridas sufridas en combate. En Annual, el mayor desastre de la historia militar española, se produjeron unos 9000 muertos y Silvestre se quitó la vida. En general Felipe Navarro y Ceballos-Escalera reagrupó las tropas en Dar Drius, para retirarse posteriormente a El Babel y Tistutin, y luego por Monte Arruit, Zeluán y Nador, a solo 15 kilómetros de Melilla. Esta derrota destapó la corrupción, negligencia y falta de medios del ejército en África y es conocido como el desastre de Annual. En este episodio, la Legión acudió en auxilio de Melilla, logrando rechazar con éxito al enemigo.
Abd El Krim cometió el error de atacar también el Protectorado francés. Ambos países, España y Francia se pusieron de acuerdo para atacar a Abd El Krim. Tras meses negociando, el 21 de agosto de 1925 el general Miguel Primo de Rivera y el mariscal francés Philippe Pétain, el héroe de Verdún, planearon en Algeciras el desembarco de Alhucemas. Se crearon dos brigadas: la de Ceuta, al mando del general Leopoldo Saro Marín, con el coronel Francisco Franco; y la de Melilla, al mando del general Emilio Fernández Pérez, con el coronel Manuel Goded Llopis. Las dos brigadas estuvieron a cargo de José Sanjurjo. En la noche del 5 al 6 de septiembre embarcaron en Melilla 9178 hombres con destino a la bahía de Alhucemas. El 8 de septiembre la flota hispano-francesa desembarcó un contingente 18 163 soldados, de los cuales 13 000 eran españoles y el resto franceses, que derrotó a los rifeños y propició el principio del fin de la guerra del Rif.
Entre abril y mayo de 1926 Manuel Goded desplegó un ejército expedicionario de 40 000 españoles, logrando derrotar a las tropas de Abd-el-Krim, que terminó entregándose a los franceses el 25 de mayo de 1926. El protectorado español fue pacificado en julio de 1927 y el francés en 1934.
En octubre de 1927 realizó una visita al norte de África, en el acorazado Jaime I, Alfonso XIII, acompañado por Victoria Eugenia de Battenberg, el general y jefe de Gobierno Miguel Primo de Rivera, y los ministros de Guerra y Marina. Visitaron Villa Sanjurjo y el Peñón de Alhucemas. El día 7 de octubre llegaron a Melilla. Fueron a la Iglesia del Sagrado Corazón, donde se les ofreció un Tedeum. Celebraron una recepción en la Alta Comisaría de España en Marruecos. Tras esto, fueron a una fiesta en el parque Hernández, a la que asistieron 2000 personas. Posteriormente, tuvo lugar un desfile a cargo del general Sanjurjo. La mañana del 8 de octubre Alfonso XIII, acompañado del alto comisario de España en Marruecos y del comandante general de Melilla, visitó Annual. Aquella mañana, su esposa Victoria Eugenia y Miguel Primo de Rivera visitaron el Hospital de la Cruz Roja y el Hospital Militar Pagés de Melilla. Al mediodía, Alfonso XIII y Victoria Eugenia fueron a una comida ofrecida por los caídes de la región en la Alcazaba de Zeluán. Aquella tarde visitaron Tauima y Nador. Posteriormente, regresaron a Melilla, donde inauguraron el curso de la Escuela General y Técnica. Asistieron a un té ofrecido por la Junta Municipal en los salones de la Cámara de Comercio, regresando al acorazado Jaime I, donde tras una cena de gala, se marcharon a Málaga.

### II República, Guerra Civil y franquismo
En 1931 se proclamó la II República. A lo largo de los primeros meses de 1936, un grupo de generales fascistas, descontentos con la situación política, organiza un levantamiento militar que finalmente tiene lugar en julio. Los generales que encabezan el golpe de Estado son Emilio Mola, Gonzalo Queipo de Llano, Francisco Franco y José Sanjurjo, que se encontraba exiliado en Portugal. A comienzos de julio tuvieron lugar unas maniobras en el Llano Amarillo de Ketama con tropas de Ceuta, Melilla y el protectorado, en las cuales el coronel Juan Yagüe coordinó el alzamiento en el norte de África, consiguiendo el apoyo de los coroneles Luis Soláns Labedán y Emilio Piñuelas. El 17 de julio de 1936 los coroneles Luis Soláns Labedán, Darío Gazapo Valdés y Juan Seguí Almuzara protagonizaron la sublevación en Melilla contra la II República. Ceuta, Melilla y el protectorado pasaron a estar bajo el control de los insurrectos entre los días 17 y 18 de julio.

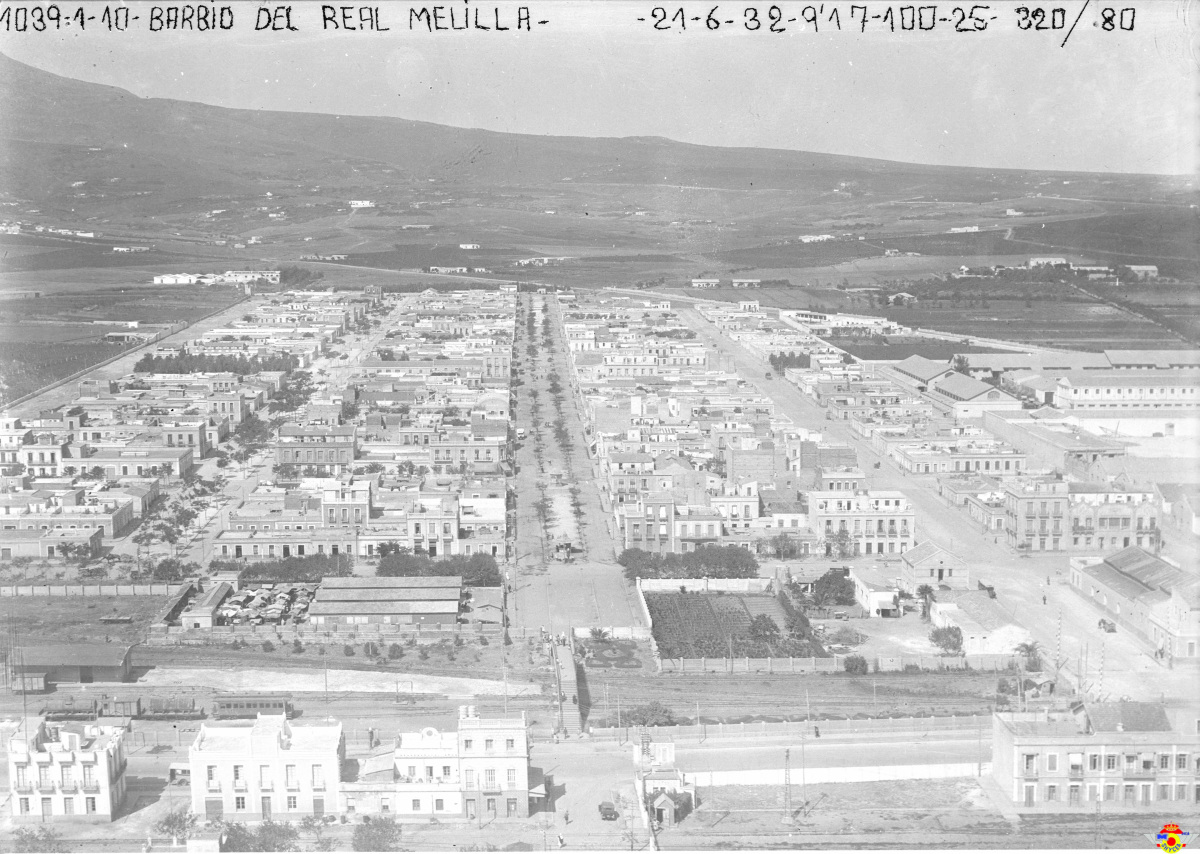
Barrio del Real (1932)

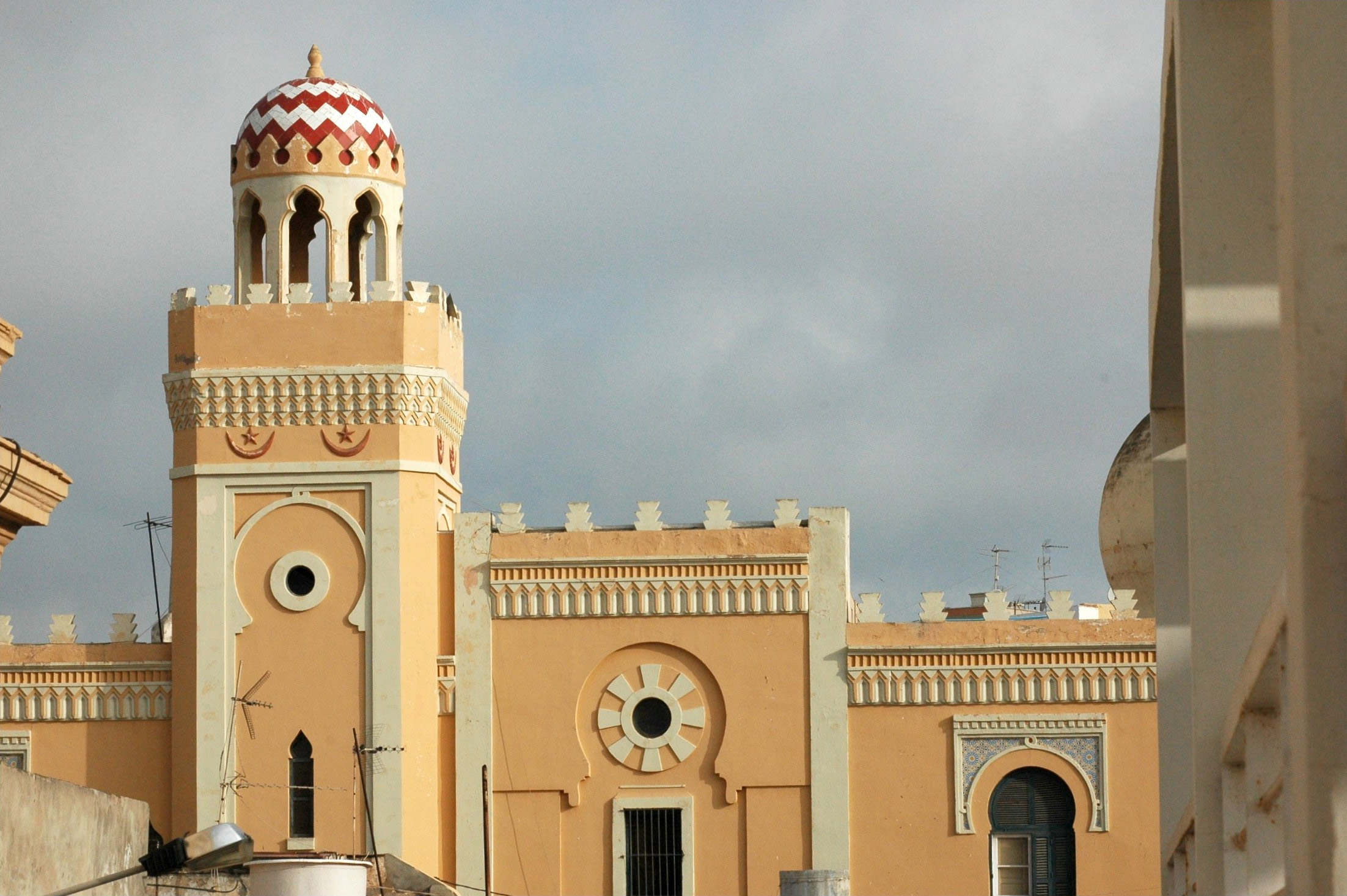
Mezquita Central de Melilla (1947) en estilo neoárabe en el ensanche modernista de Melilla.

Debido al bloqueo republicano del estrecho de Gibraltar, el 20 de julio Franco empezó un puente aéreo entre el norte de África y la península con aviones españoles. El 29 de julio empezaron a emplearse también aviones alemanes. El 30 de julio llegaron a Melilla 9 aviones Savoia-Marchetti S.M.81 de Italia, que se incorporaron al puente aéreo el 5 de agosto. El 13 de agosto llegaron a Melilla en el buque Nereide cazas italianos Fiat CR.32. Los dos primeros aviones de este tipo que se incorporaron al puente aéreo, tras pasar por Nador y Tetuán, llegaron a la base sevillana de Tablada el 17 de agosto con pilotos italianos. A finales de septiembre el estrecho ya no se encontraba bloqueado por la flota republicana y el puente aéreo había transportado un total de 21 000 hombres y 350 000 kilos de material. La guerra finalizó en 1939.
En 1934 el protectorado español había sido dividido en cinco territorios: Yebala, Lucus, Chauen, Rif y Kert. En 1943 se dividió en cuatro: Yebala, Locus, Rif y Kelaia. Las tropas de los territorios de Yebala y Lucus estaban dirigidas por la Comandancia General de Ceuta y las del Rif y Kelaia por la Comandancia General de Melilla. El 2 de marzo de 1956 finalizó el protectorado francés. Tras la retirada de Francia, España y Marruecos firmaron el 7 de abril de 1956 la Declaración Conjunta Hispano-Marroquí, que acabó también con el protectorado español.
En 1956 el monumento de Taxdirt fue guardado en Melilla. En 1967 fue situado en el Cuartel Teniente Coronel Fernando Primo de Rivera. En 1956 muchas familias españolas y marroquíes relacionadas con la Administración española del protectorado español de Marruecos trasladaron su residencia a Ceuta o Melilla por la independencia de Marruecos y el fin del protectorado español de Marruecos.
En 1969 se inauguró el aeropuerto de Melilla. En el 19 de septiembre de 1970 Melilla fue visitada por el entonces príncipe Juan Carlos y su esposa Sofía, en el Roger de Lauria (D-42), por el 50 Aniversario de la Legión Española. También acudió el ministro del Ejército, Juan Castañón de Mena, con su esposa en la fragata Sarmiento de Gamboa. Juan Carlos pasó revista a los legionarios. Posteriormente, hubo un desfile con todas las tropas de la ciudad en el Fuerte de Rostrogordo. Luego, Juan Carlos se trasladó al Cuartel Millán Astray para un acto en memoria de los caídos. Posteriormente, tuvo una comida con los legionarios. Los príncipes fueron al Ayuntamiento, donde Juan Carlos firmó en el libro de visitas con la misma pluma que había usado Alfonso XIII en 1904, y recibieron en el Salón Dorado a representantes de las comunidades musulmana, judía e india. Finalmente, visitaron la Sociedad Hípica, donde Juan Carlos fue nombrado presidente de honor, por lo cual pasó a llamarse Real Sociedad Hípica Militar de Melilla.

### Transición y Estatuto de Ciudad Autónoma

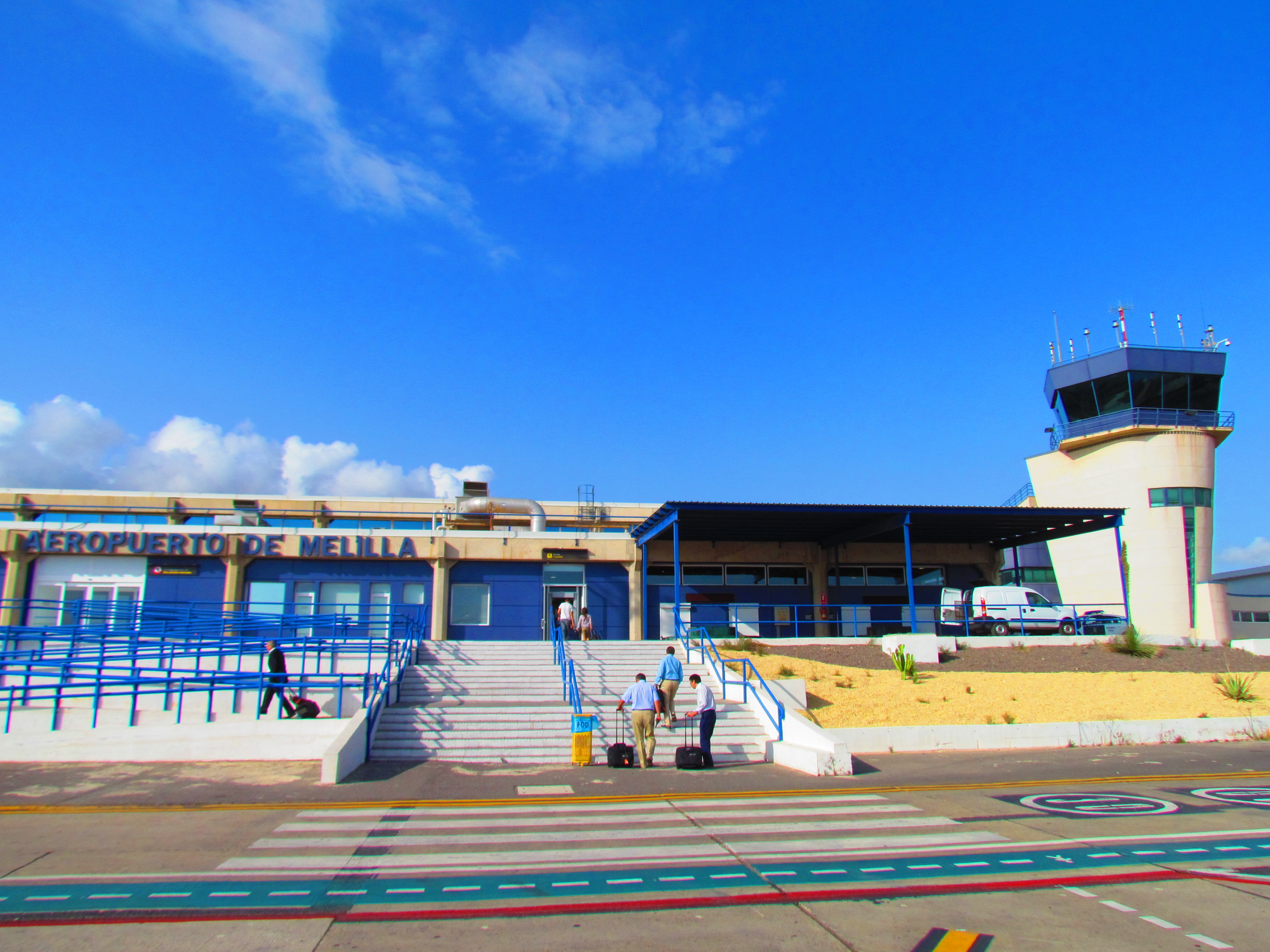
Aeropuerto de Melilla.

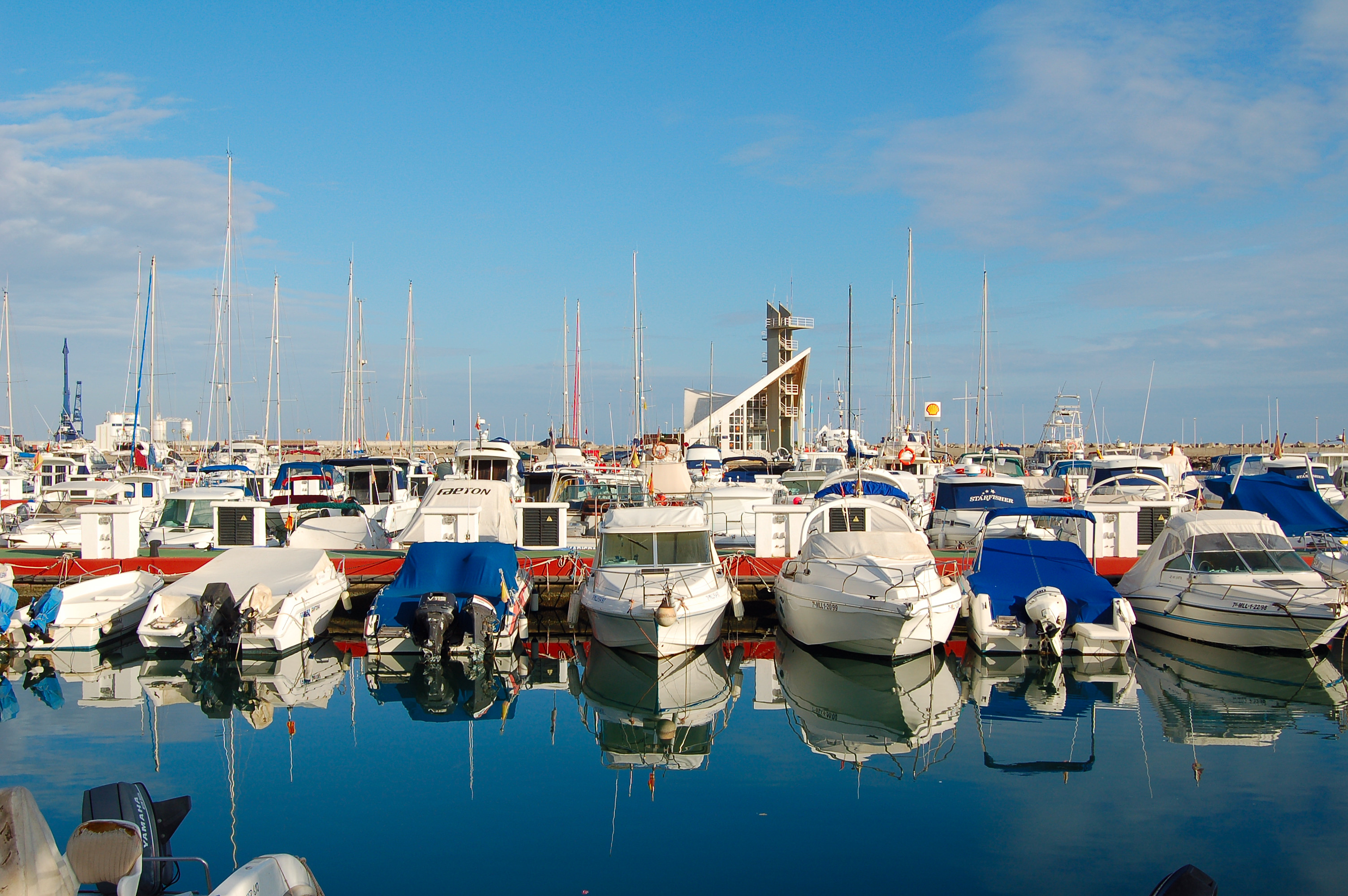
Puerto Deportivo Noray.

En la Transición Española se aprobó la Constitución de 1978. Esta daba la posibilidad de que las regiones tuvieran un estatuto de autonomía. Durante la negociación del Estatuto de Andalucía, los partidos políticos negociaron la incorporación de Ceuta y Melilla a la Comunidad Autónoma de Andalucía. Esta incorporación no se produjo, según el historiador Juan José López Rodríguez, por la mayoría de escaños alcanzada por UCD en ambas ciudades que hubiera alterado la victoria electoral del Partido Socialista en Andalucía en el caso de haber sido agregadas. Dados los vínculos históricos de Ceuta y Melilla con Andalucía, sobre todo de Ceuta con la provincia de Cádiz y de Melilla con la provincia de Málaga, la disposición adicional tercera del Estatuto de Andalucía de 1981 dice que:

La Comunidad Autónoma andaluza podrá establecer con las ciudades de Ceuta y Melilla relaciones de especial colaboración.

En 2014 fue desclasificado el telegrama secreto de 1979 enviado al Departamento de Estado de EE. UU. con un resumen de una conversación entre el senador Edmund Muskie, el embajador Terence Todman y el rey Juan Carlos I en el Palacio de la Zarzuela. Este telegrama desclasificado fue divulgado por el historiador Charles Powell en 2017. En el telegrama se dice que Juan Carlos I estaba dispuesto a ceder Melilla a Marruecos y convertir a Ceuta en un protectorado internacional, añadiendo que el ejército protestaría pero que el malestar "duraría sólo dos meses" y que él podría "controlar la situación". El presidente de Melilla, Juan José Imbroda, dudó de la veracidad de esta información mientras que el líder de Coalición por Melilla consideró una ofensa que se pusiera en duda la soberanía de la ciudad.
En 1985 Aomar Mohamedi Dudú, primer rifeño melillense en obtener un título universitario, llamó la atención en El País sobre la repercusión en Melilla de la aplicación que de la Ley de Extranjería 7/1985. La realidad era que numerosos residentes de nacionalidad marroquí en Melilla carecían de documentación que acreditara su residencia legal en España y se negaban a efectuar los trámites previstos en la Ley para cualquier otro extranjero. En 1986 10.000 marroquíes de Melilla y a 14.000 de Ceuta, la práctica totalidad de los solicitantes, obtuvieron la nacionalidad española del gobierno de Felipe González. En 1986 España entró en la Unión Europea, de tal manera que las fronteras de Melilla, territorio especial de la Unión Europea, pasaron a ser fronteras de la Unión Europea.
De 1988 data el Hospital Comarcal de Melilla.
La disposición transitoria quinta de la constitución española declara que:

Las ciudades de Ceuta y Melilla podrán constituirse en Comunidades autónomas si así lo deciden sus respectivos Ayuntamientos mediante acuerdo adoptado por la mayoría absoluta de sus miembros y así lo autorizan las Cortes Generales, mediante una Ley Orgánica, en los términos previstos en el artículo 144.

El Estatuto de la Ciudad Autónoma de Melilla fue promulgado por la Ley Orgánica 2/1995, del 13 de marzo. El artículo 1 dice:

Melilla, como parte integrante de la Nación española y dentro de su indisoluble unidad, accede a su régimen de autogobierno y goza de autonomía para la gestión de sus intereses y de plena capacidad para el cumplimiento de sus fines, de conformidad con la Constitución, en los términos del presente Estatuto y en el marco de la solidaridad entre todos los territorios de España.

En 1997 se inauguró el Puerto Deportivo Noray.
El Estatuto de Autonomía de Andalucía fue reformado en 2007 y la referencia a Melilla se trasladó a su artículo 228, que lleva el título de "Relaciones con Ceuta y Melilla", y que dice que:

La Comunidad Autónoma de Andalucía mantendrá unas especiales relaciones de colaboración, cooperación y asistencia con las Ciudades Autónomas de Ceuta y Melilla.

## SigloXXI

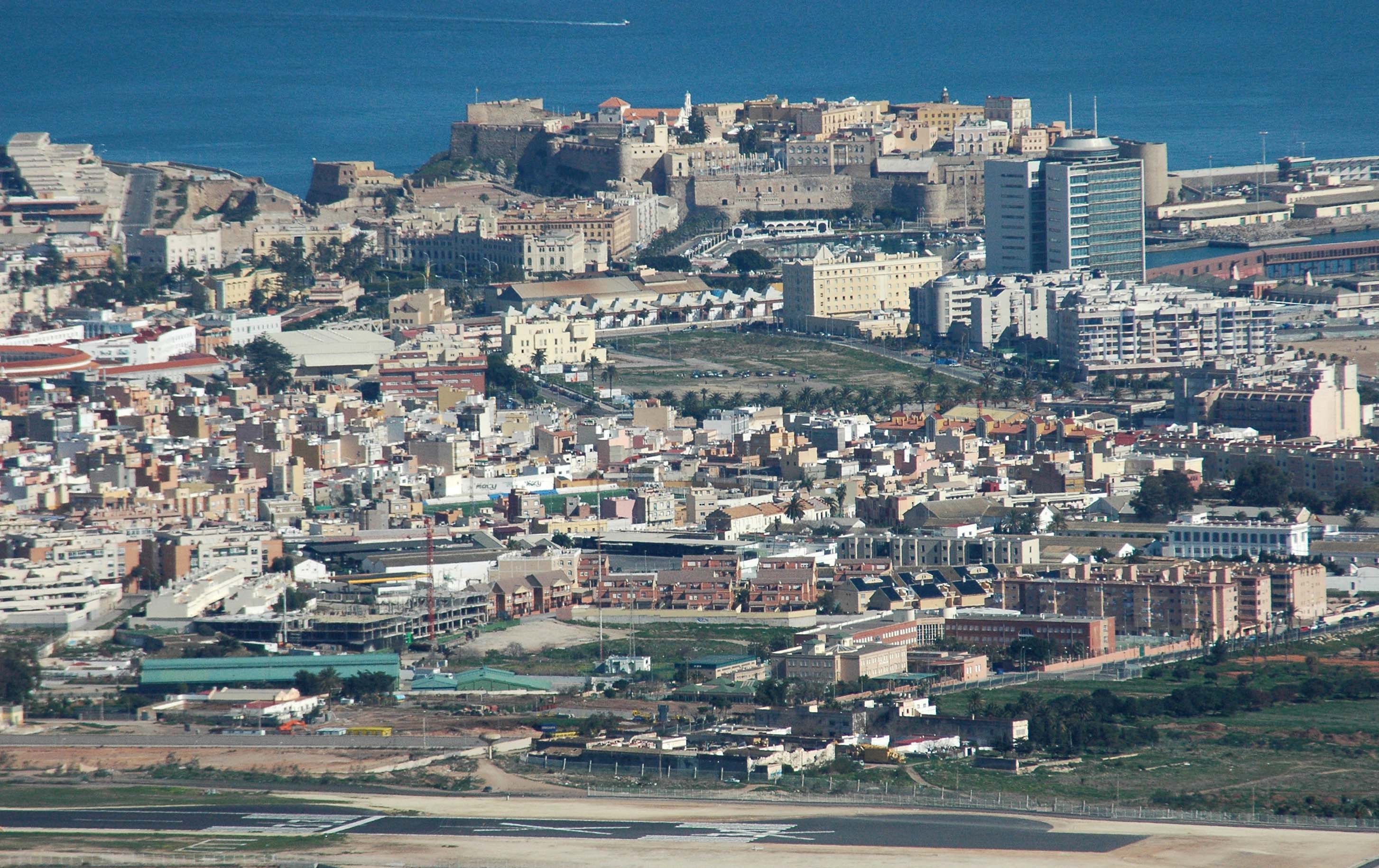
Vista de Melilla en el

En diciembre de 2001 se produjo la supresión del Servicio Militar o mili, lo que produjo el abandono de algunos cuarteles de Melilla como el de Regulares (Santiago) y Automovilismo (Gabriel de Morales). Hasta entonces, Ceuta y Melilla, y también anteriormente Ifni y Sahara Español, eran las plazas para las que se presentaban un mayor porcentaje de alegaciones para no incorporarse a filas. Los motivos no siempre eran objeción de conciencia, sino obligaciones familiares o causas médicas sobrevenidas para evitar la dureza del servicio militar melillense. Actualmente, gracias a internet, existen asociaciones de ex reclutas de reemplazo o voluntarios donde se comparten recuerdos, fotografías y batallitas de la mili, término coloquial empleado para describir anécdotas y sucesos. La pérdida de los 8000 soldados de reemplazo que anualmente acudían a Melilla para realizar el Servicio Militar obligatorio afectó al comercio y negocios de la economía melillense.
El 6 de noviembre de 2007 la ciudad fue visitada por Juan Carlos I y la reina Sofía. Fueron al Palacio de la Asamblea, donde Juan José Imbroda le entregó a Juan Carlos I el bastón de mando y el premio de las Llaves de Oro de la Ciudad. Posteriormente, estuvieron en un almuerzo en el Hotel Melilla Puerto. En 2007 se inauguró el parque forestal Juan Carlos I Rey. En 2007 se instalaron en los antiguos Almacenes de las Peñuelas, de 1781, el Museo de Arqueología e Historia de Melilla y el Museo Etnográfico de las Culturas Amazig y Sefardí. El 20 de abril de 2013 Monumento a los Héroes de Taxdirt fue colocado en la plaza de Pedro de Segura. En 2018 se inauguró, también los Almacenes de las Peñuelas el Museo de la Cultura Gitana, que es el primero de este tipo en España.
La llegada sin precedentes de inmigrantes ilegales a la UE, sobre todo después de 2015, han puesto de manifiesto las carencias en las políticas sobre fronteras e inmigración de la UE.
Ha habido numerosos saltos masivos de inmigrantes a la valla que separa Melilla de Marruecos. El 18 de marzo de 2014 intentaron entrar 1100 personas. El intento de salto más numeroso se produjo el 2 de marzo de 2022, cuando tomaron parte más de 2500 subsaharianos. El 24 de junio de 2022 un grupo de unas 2000 personas intentó cruzar la frontera. Las autoridades marroquíes y españolas intentaron contenerles. Las autoridades marroquíes informaron de que habían muerto 23 personas en el intento aunque las organizaciones no gubernamentales aumentaron esta cifra a 37 personas.
La ciudad también se ha encontrado con la llegada de menores extranjeros no acompañados.